# 上部平原单元
平原上部单元（upper plains unit）是在火星中纬度地区发现的50-100米厚的覆盖层残余物，首次是在都特罗尼勒斯桌山群探测到，但其他地方也有出现。该残余层由撞击坑和洼地中以及沿台地分布的一系列倾斜结构层组成。倾斜层的大小和形状可能各不相同，有些看起来像来自中美洲的阿兹特克金字塔。

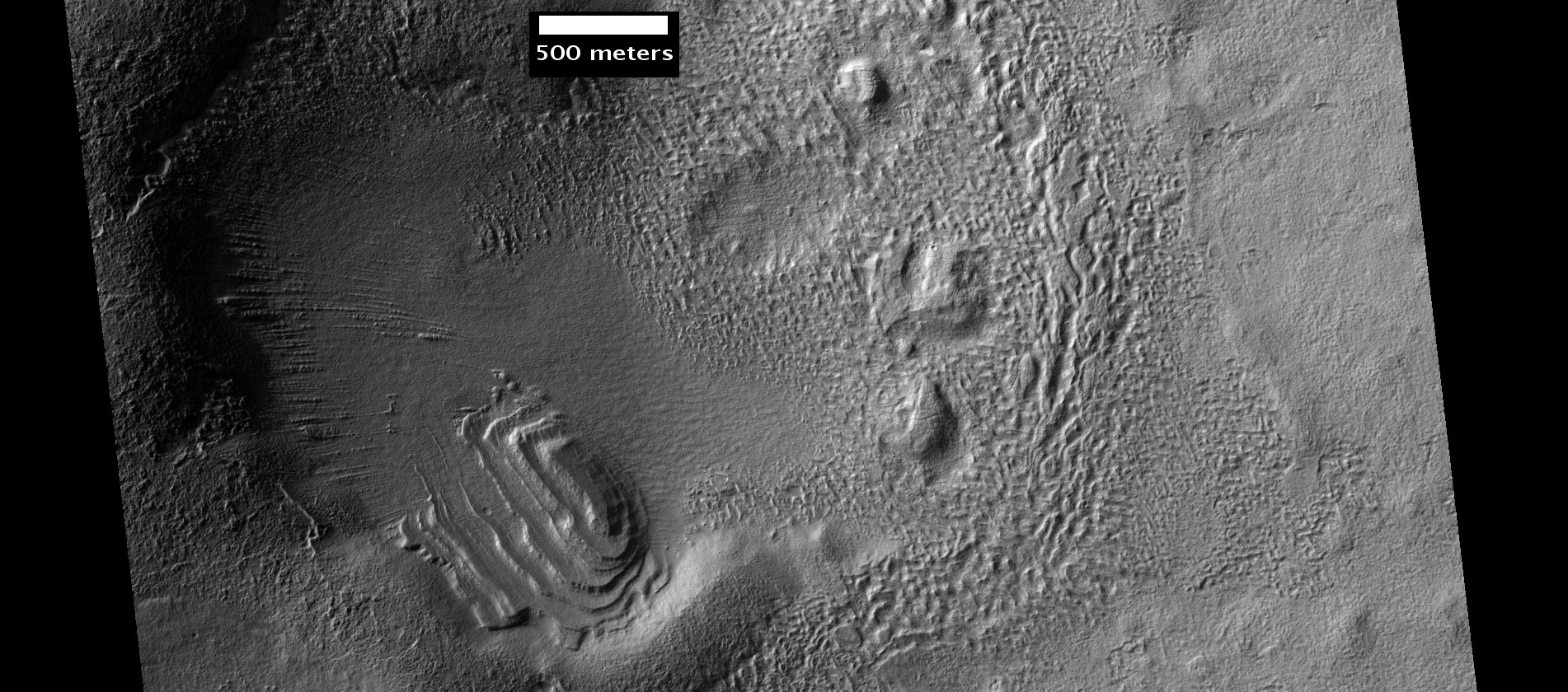
撞击坑中的层状结构，可能曾是覆盖面积更大的层状单元残剩部分，其构成物为从天空落下的冰核尘埃。该照片是高分辨率成像科学设备按照 HiWish 计划拍摄于希腊区。

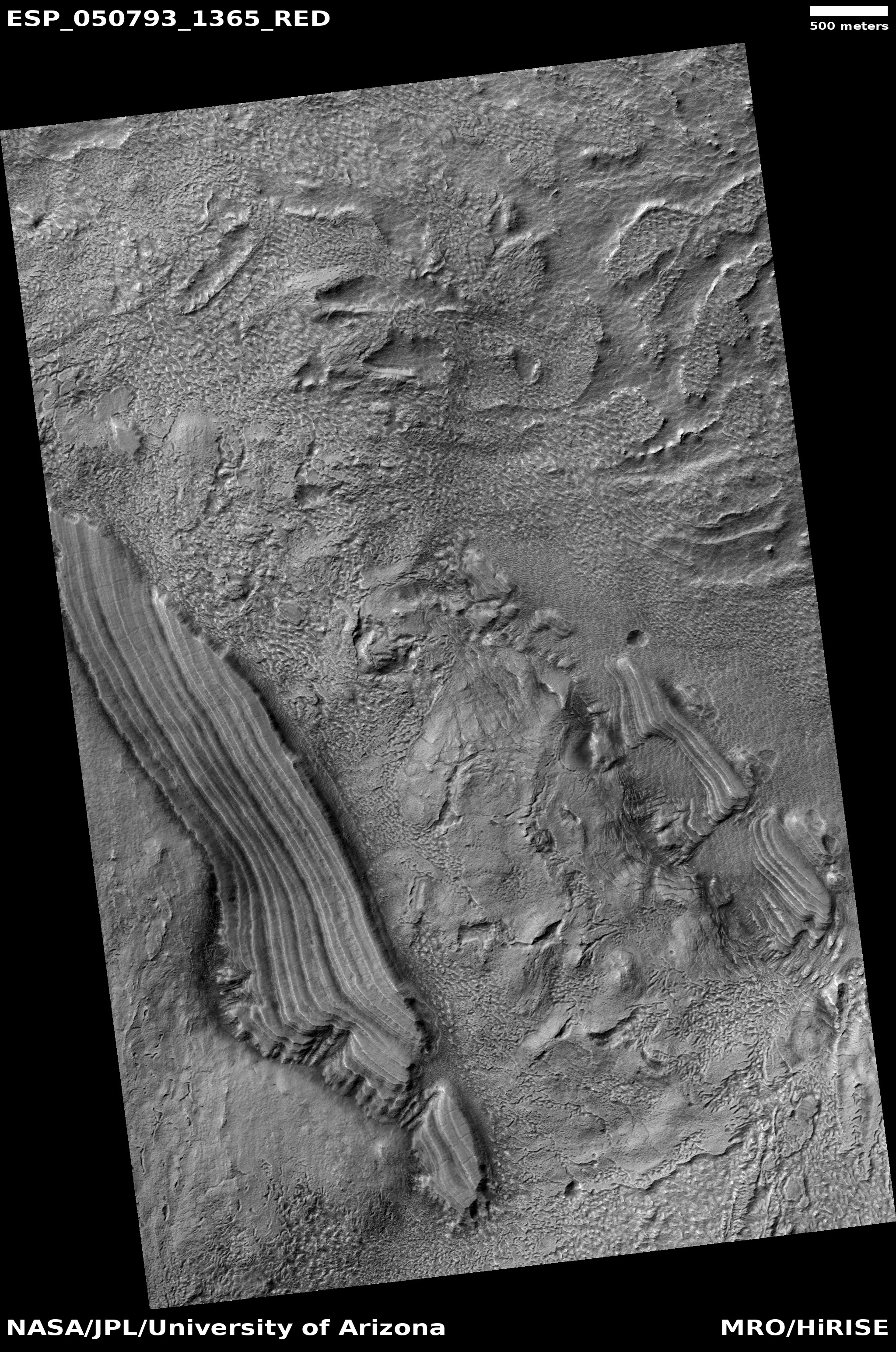
HiWish计划下高分辨率成像科学设备显示的位于希腊区的倾斜结构层。
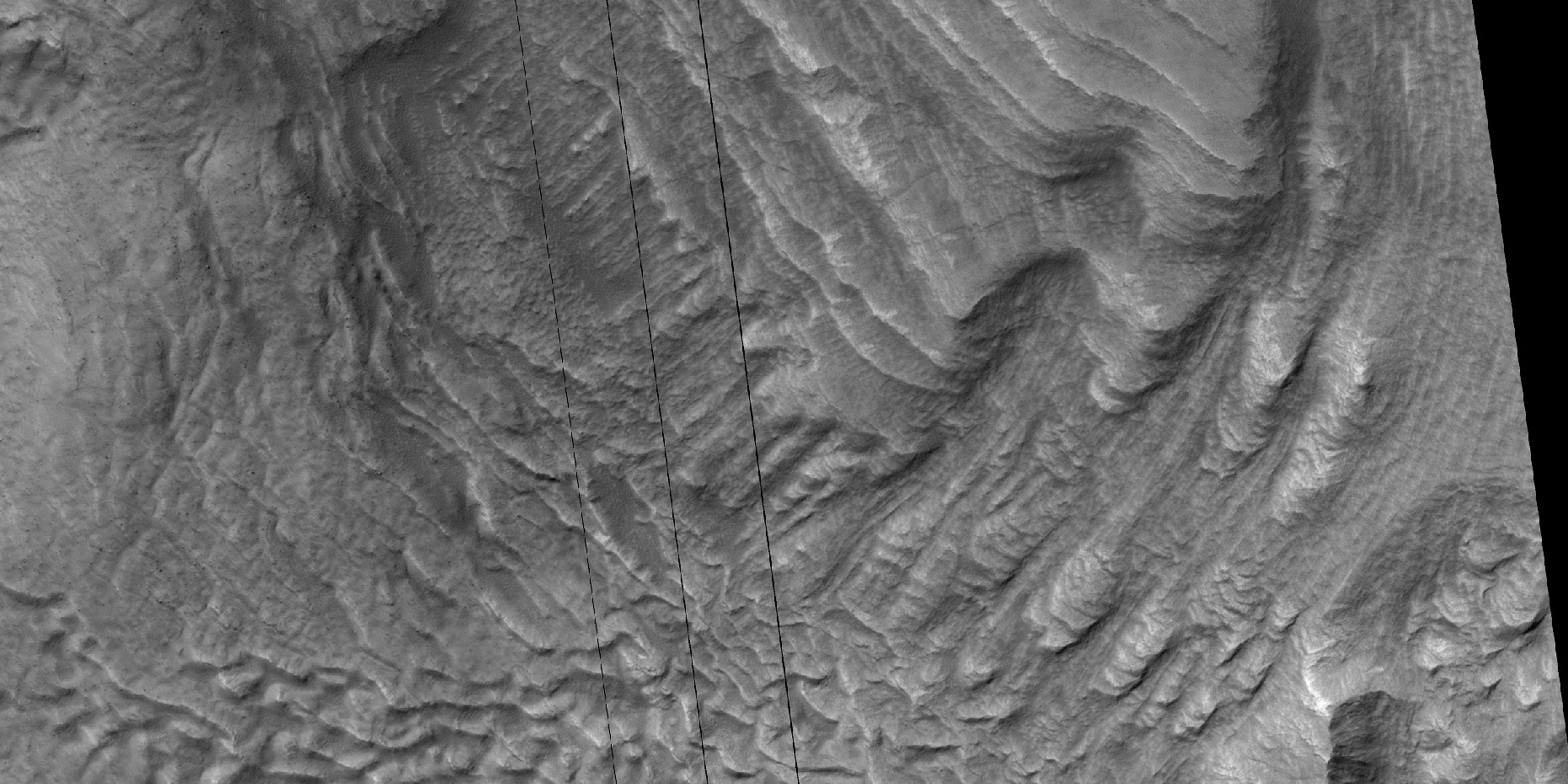
HiWish计划下高分辨率成像科学设备显示的希腊区倾斜层。
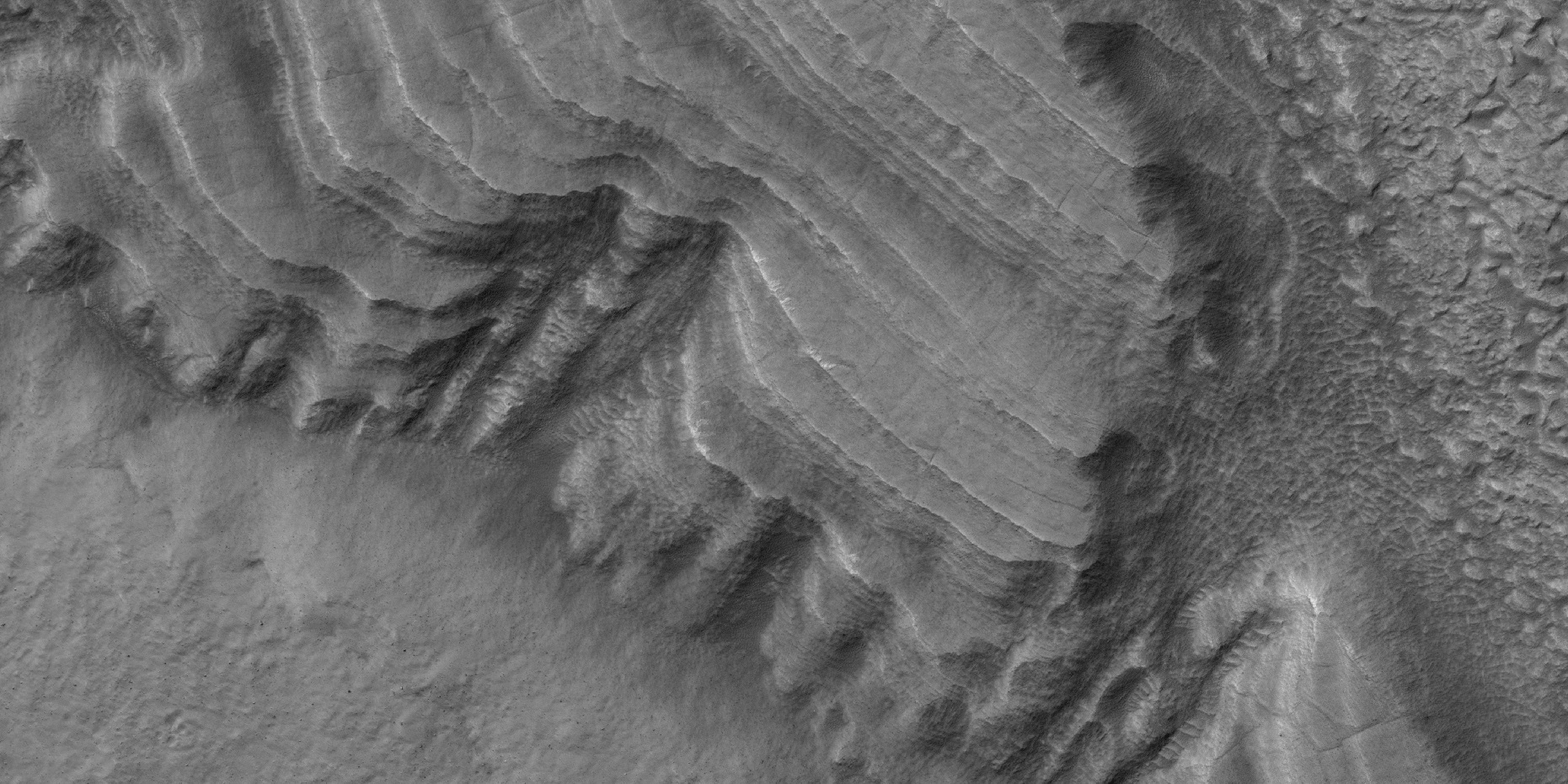
HiWish计划下高分辨率成像科学设备显示的希腊区倾斜层。

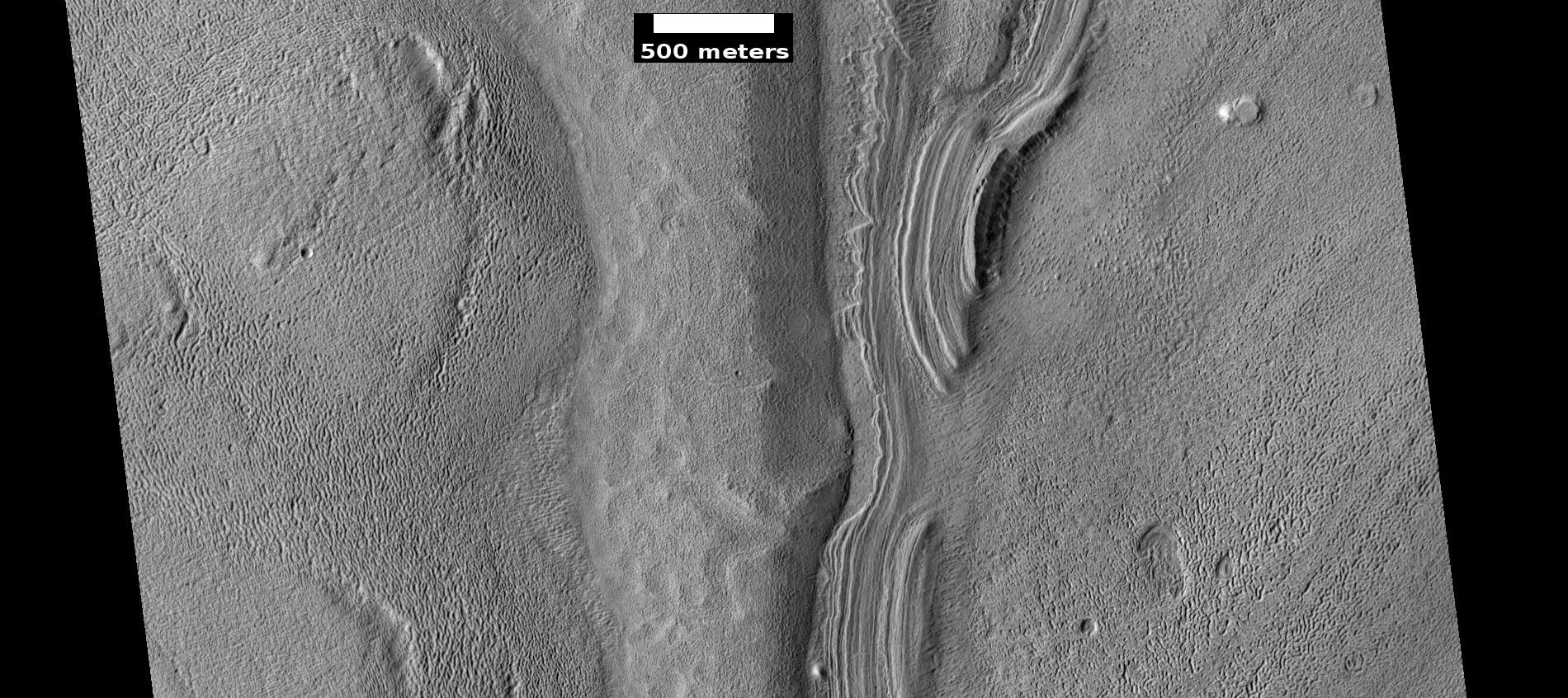
HiWish计划下高分辨率成像科学设备显示的倾斜层。
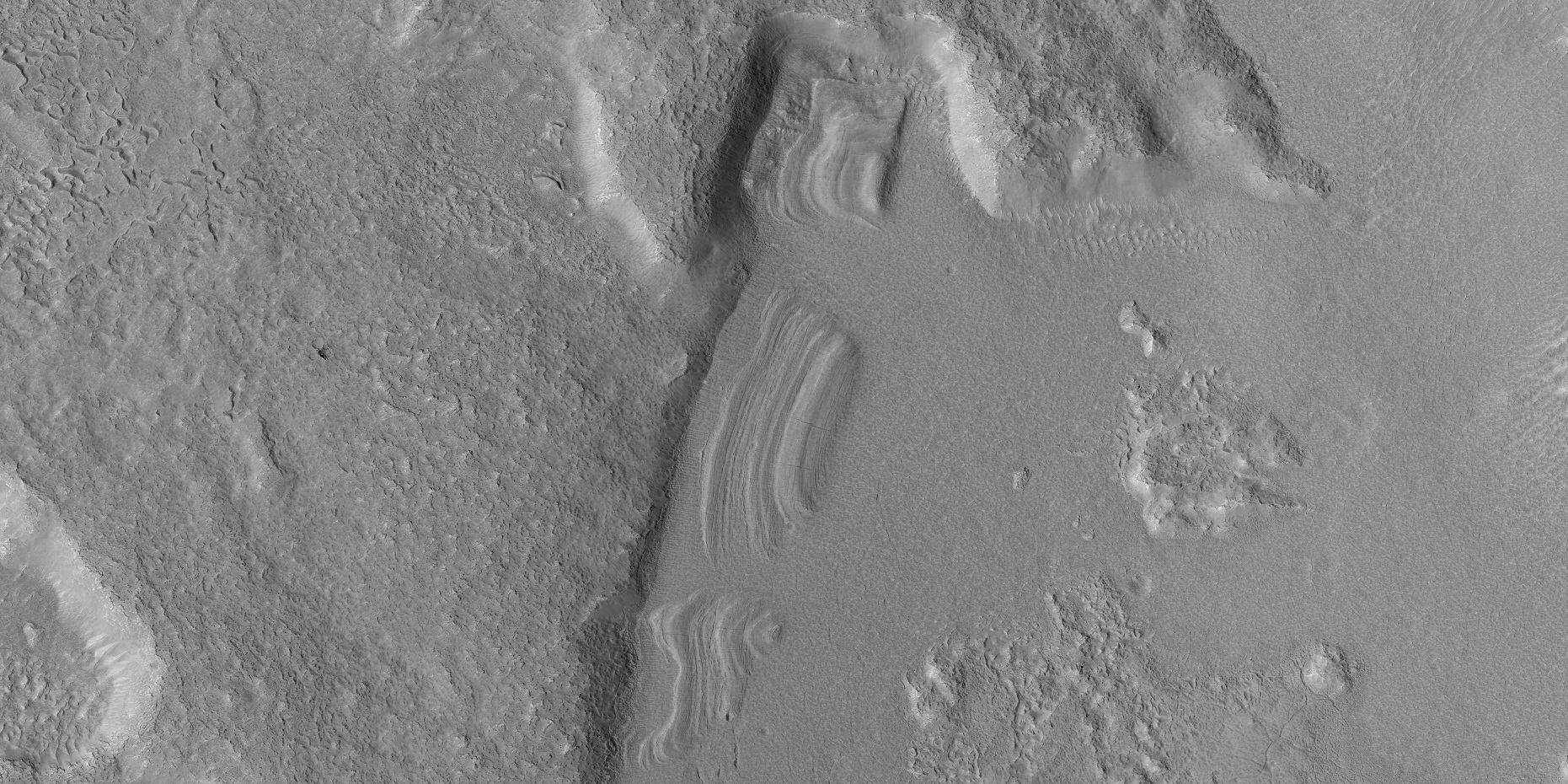
HiWish计划下高分辨率成像科学设备显示的伊斯墨诺斯湖区一座桌山山体上的倾斜层近景图。
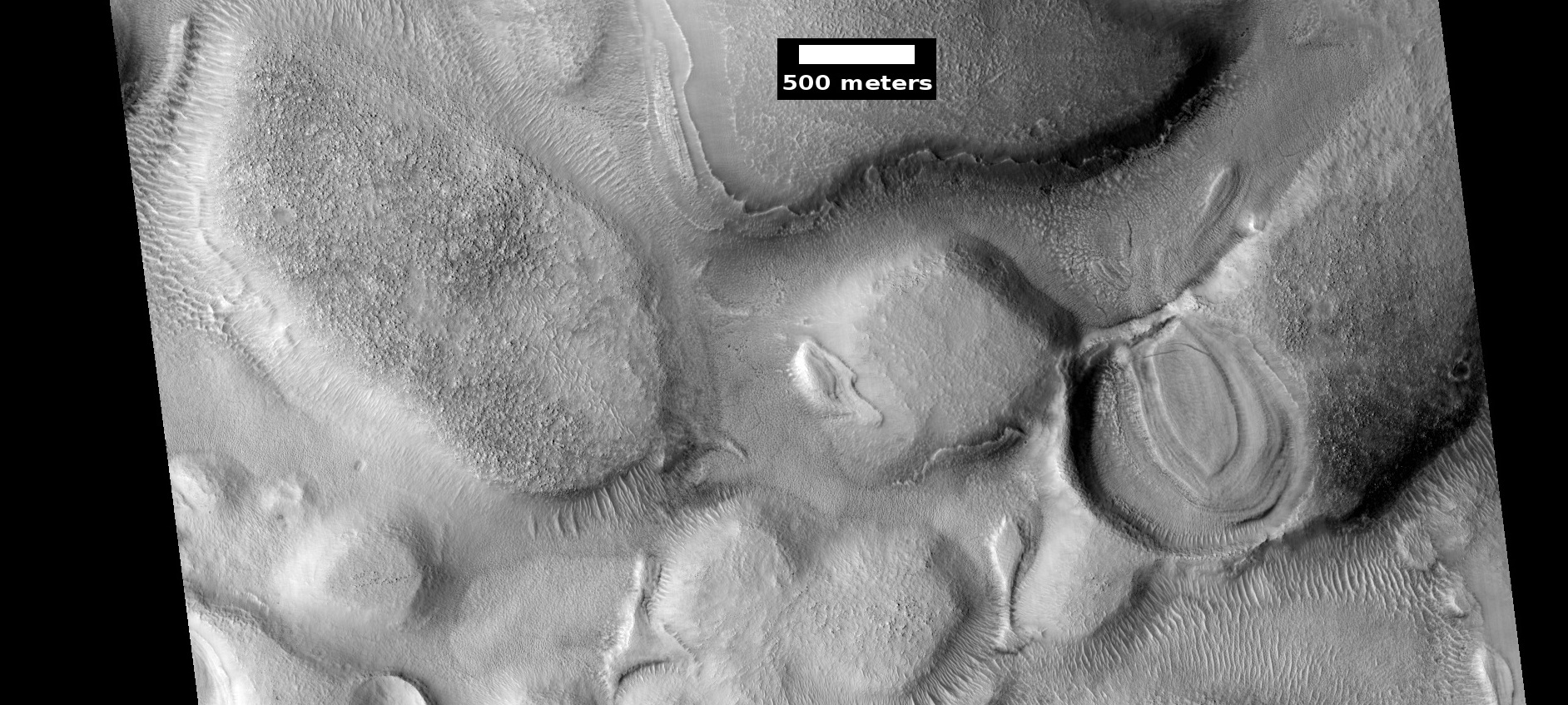
HiWish计划下高分辨率成像科学设备显示的一座撞击坑中的倾斜结构层。
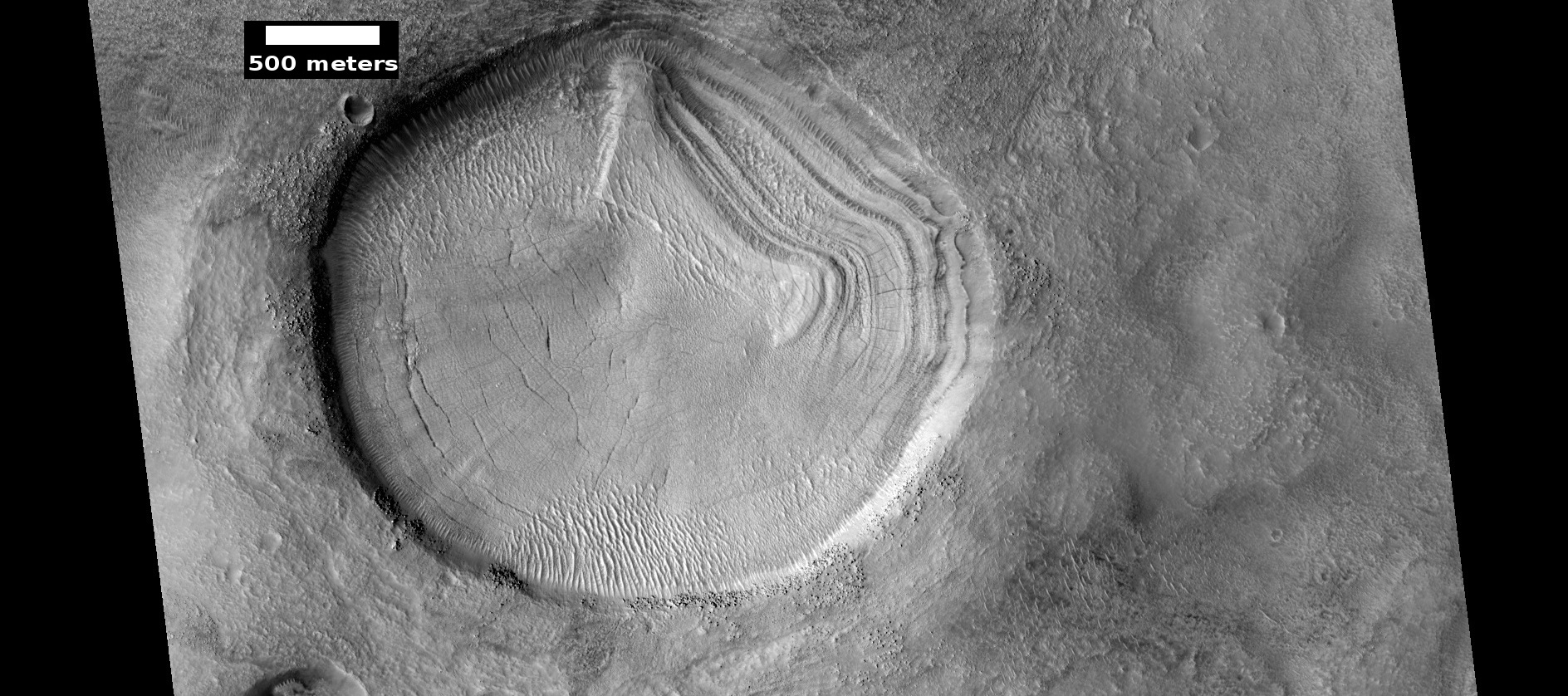
HiWish项目指示下高分辨率成像科学设备显示的撞击坑中的层状特征。
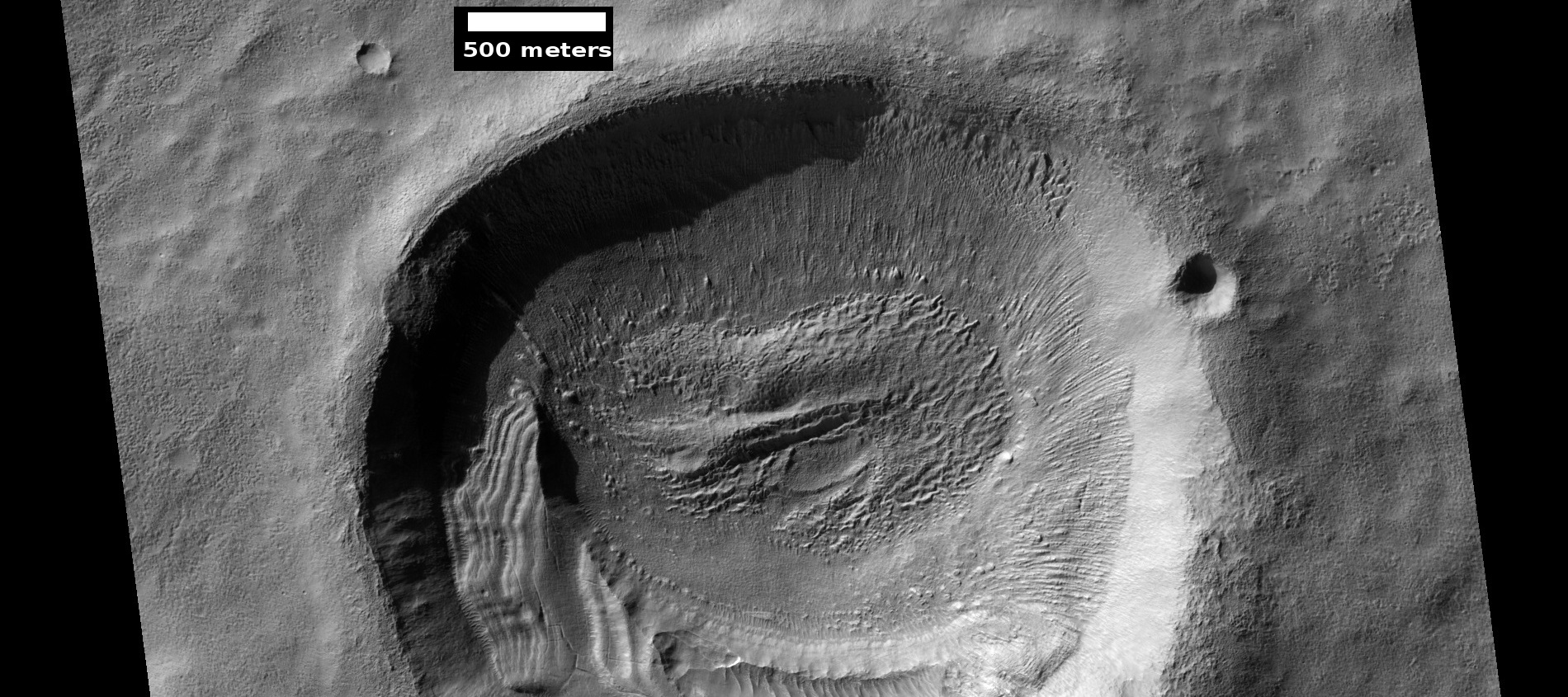
HiWish计划下高分辨率成像科学设备显示的撞击坑中的层状特征。
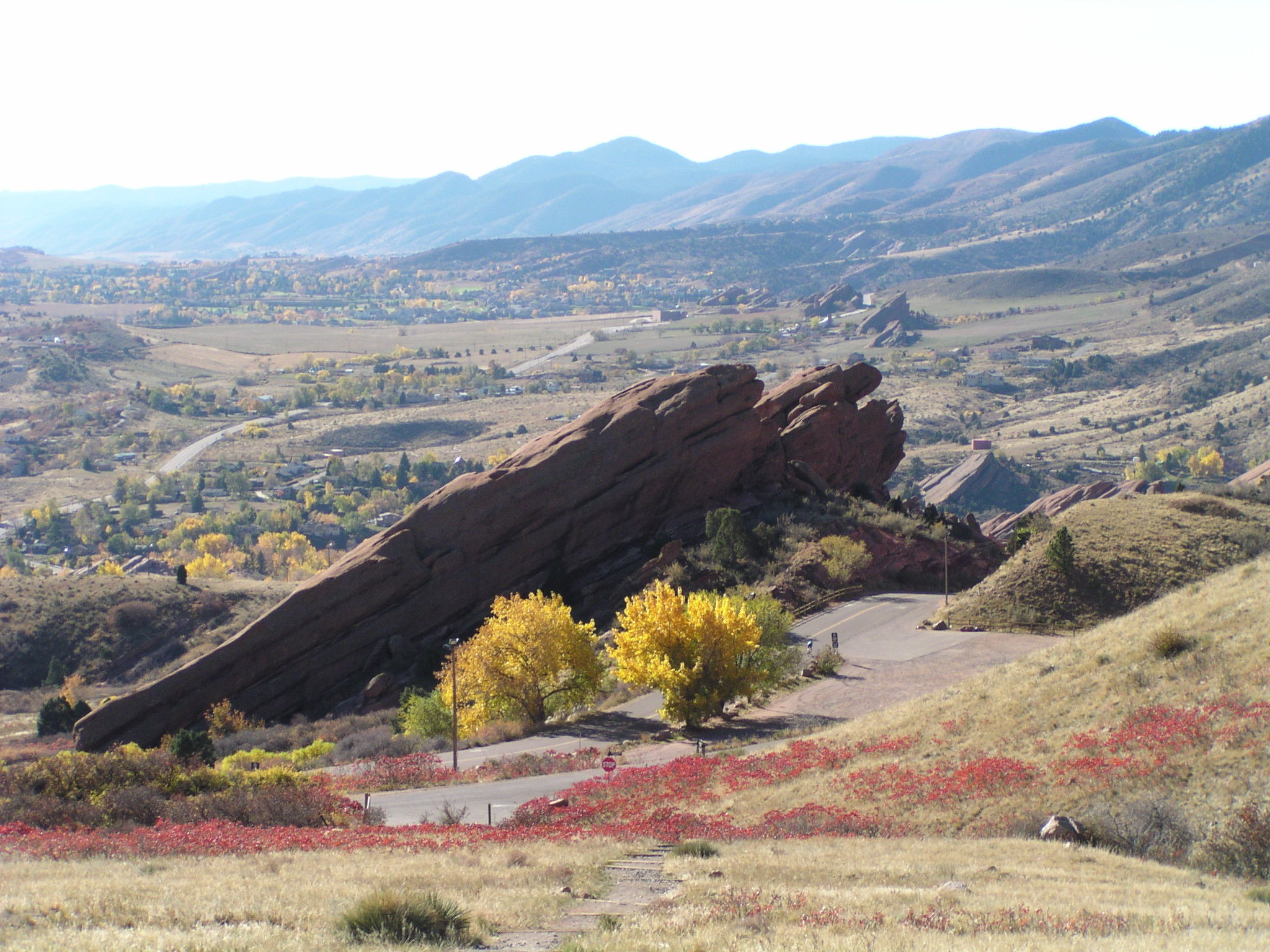
科罗拉多州红岩公园的层状特征，它的起源与火星上的不同，但形状相似，红岩区的特征是由山脉抬升引起的。
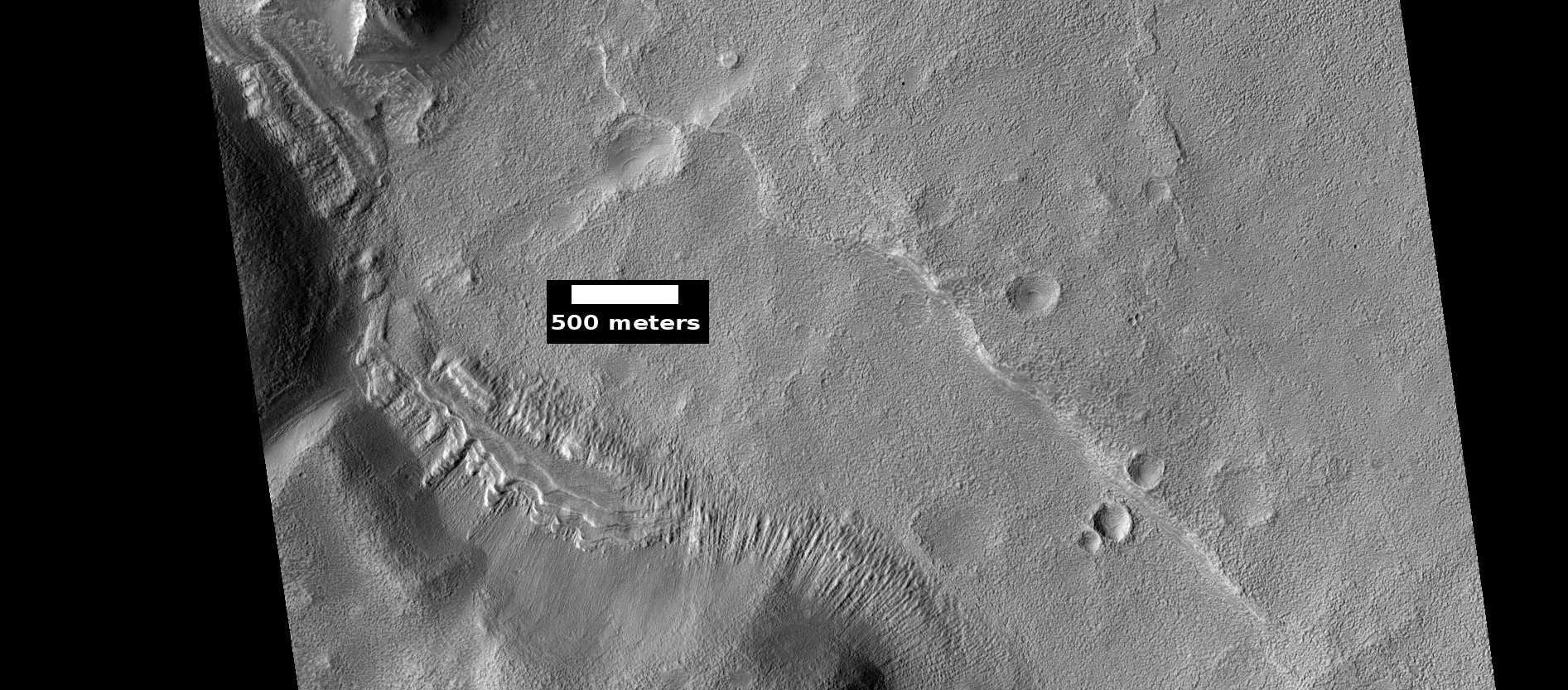
HiWish计划下高分辨率成像科学设备显示的倾斜结构层。
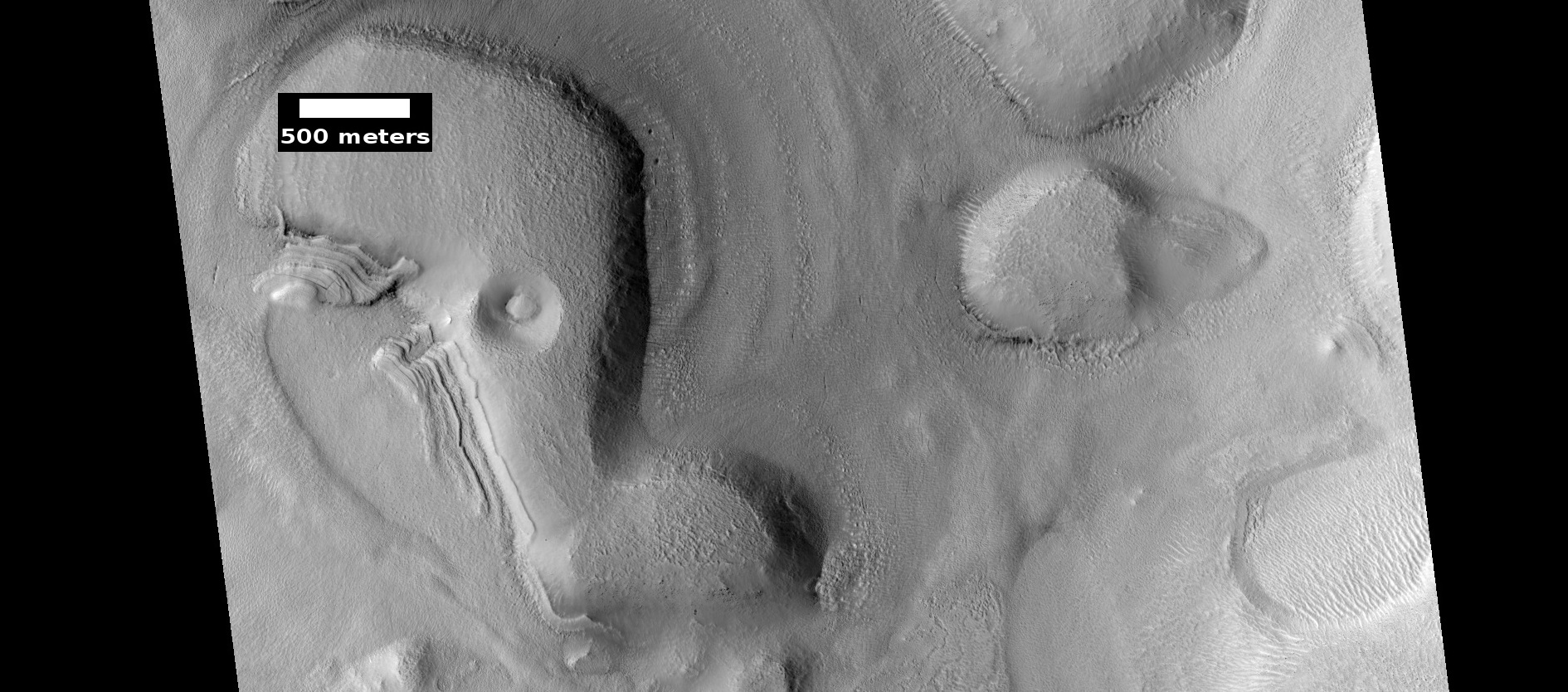
iWish计划下高分辨率成像科学设备显示的层状结构。
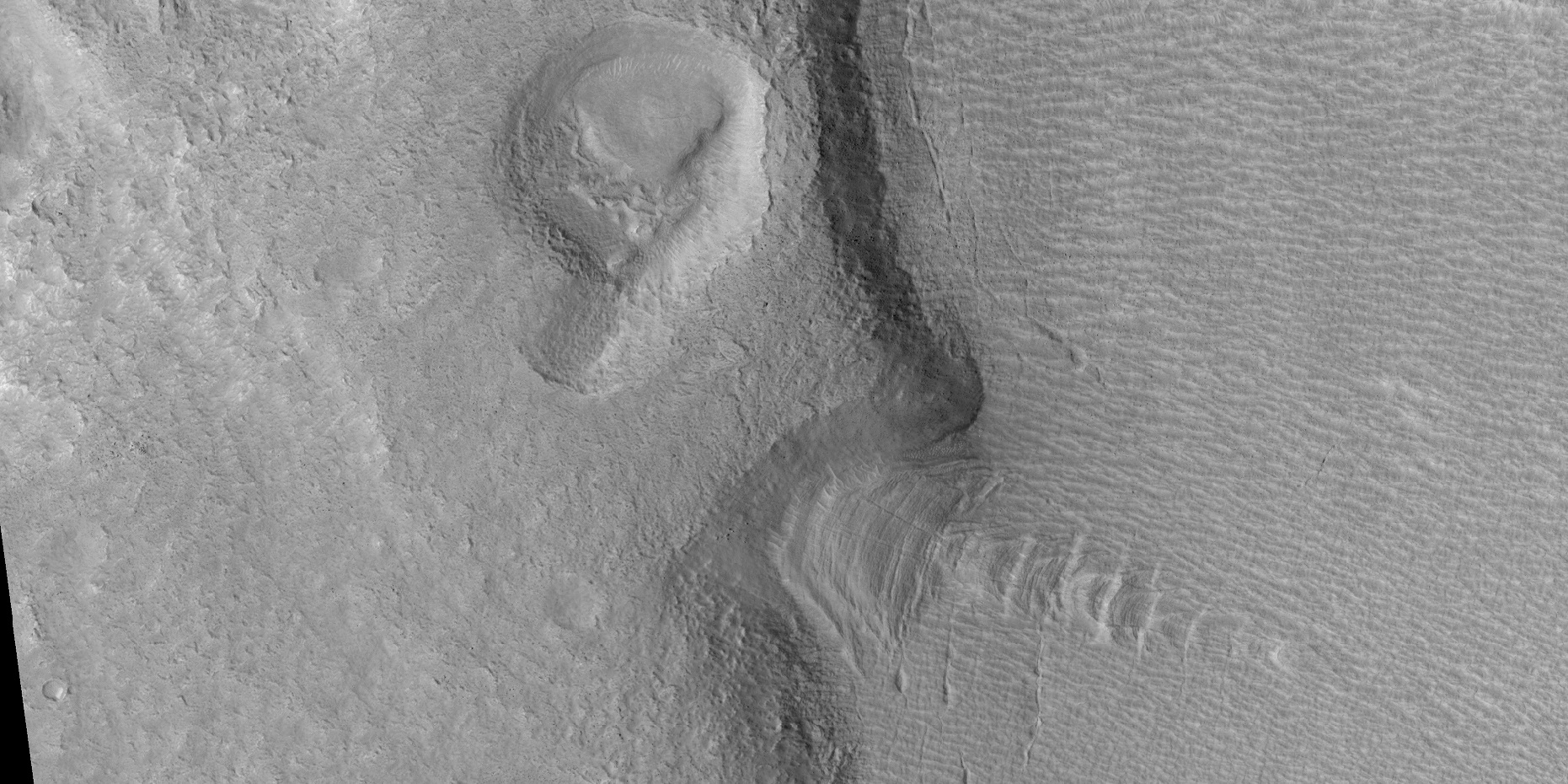
iWish计划下高分辨率成像科学设备显示的倾斜结构层。

这种单元也会退化为脑纹地形，脑纹地形是一种3-5米高的迷宫状垄脊区。有些山脊可能由冰核芯构成，因此它们可能是未来定居者的水源。

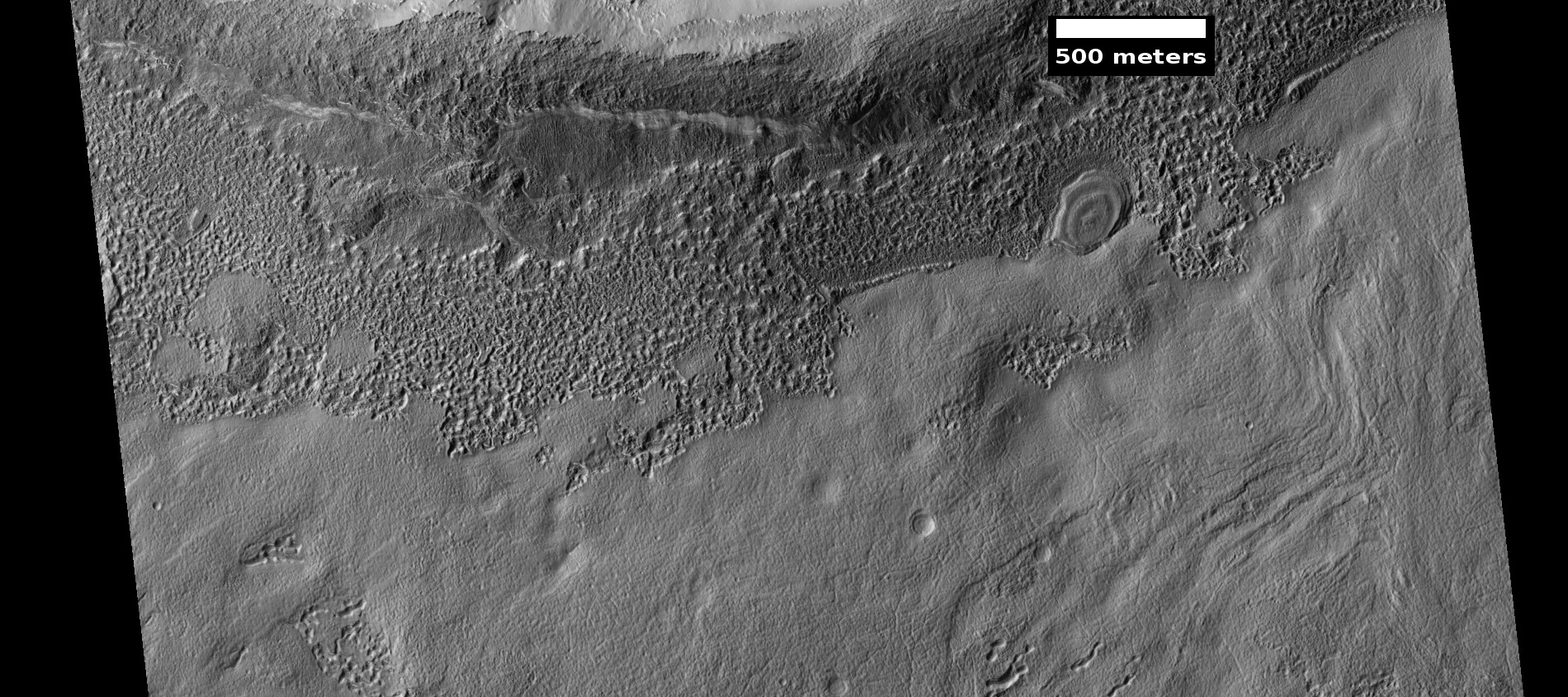
HiWish计划下高分辨率成像科学设备显示的希腊区一处小型层状结构，图片也显示了脑纹地形的形成。脑纹地形似乎起始于凹坑，而后变得越来越长，越来越复杂。
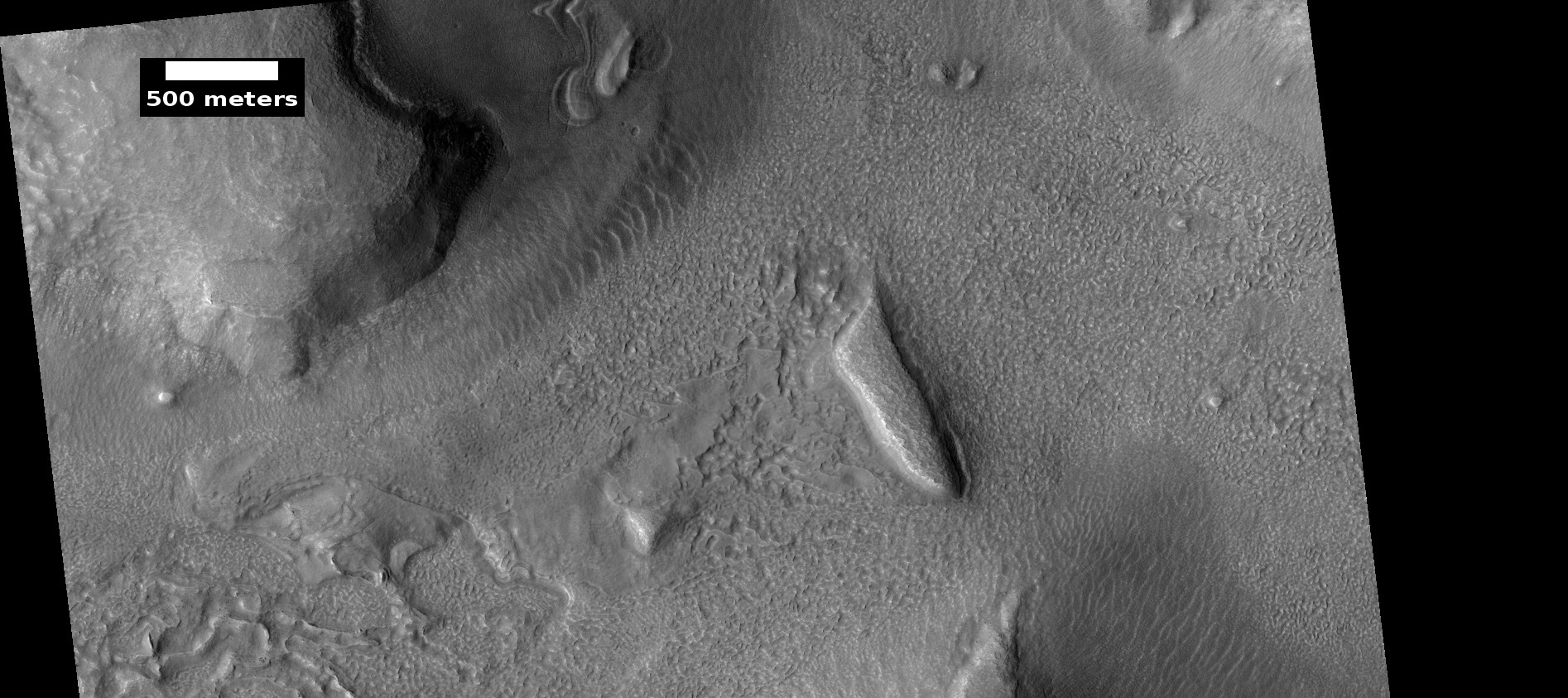
层状特征和脑纹地形，高分辨率成像科学设备显示，平原上部单元经常会转变为脑纹地形。
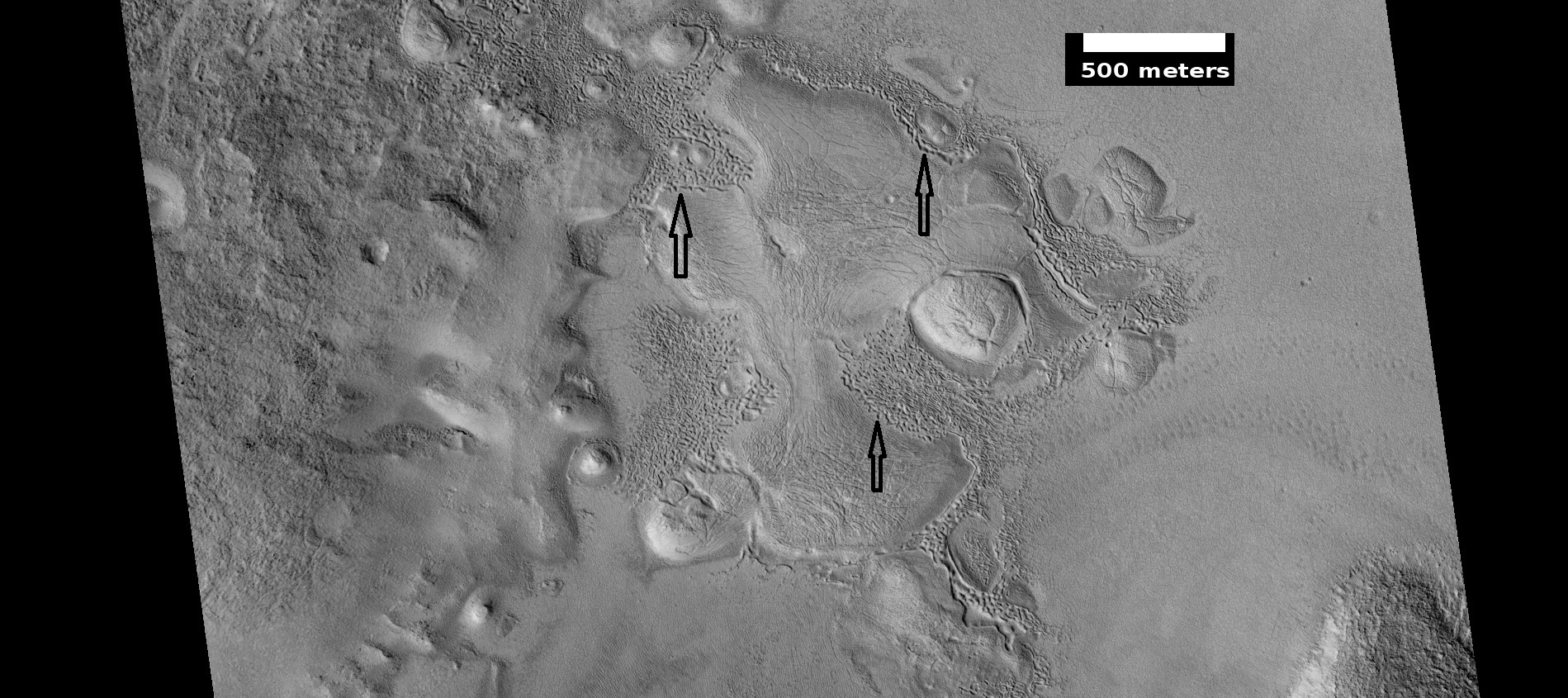
高分辨率成像科学设备显示脑纹地形形成于较厚的单元结构层。箭头显示较厚的单元分裂成小细胞。
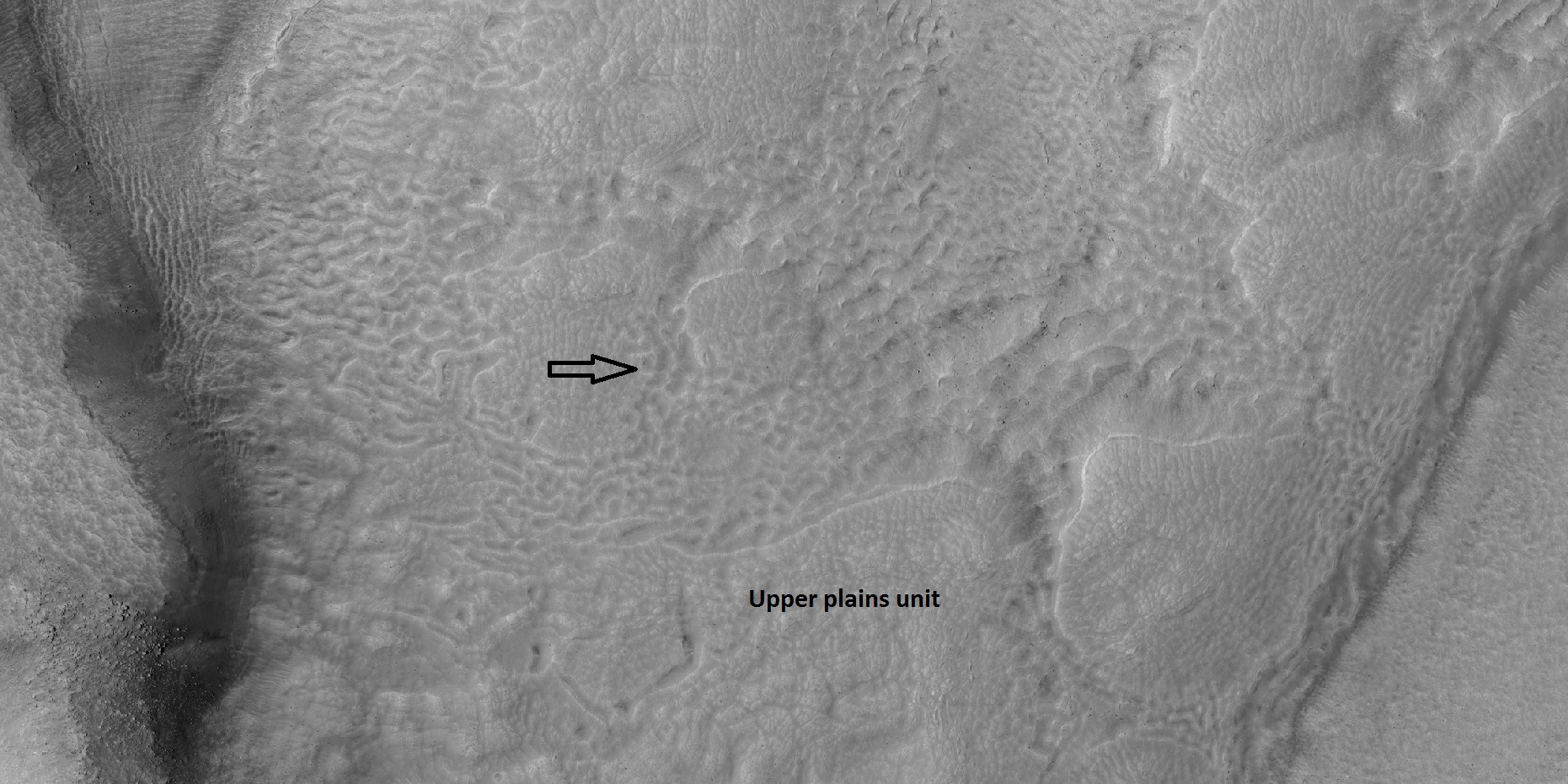
正如HiWish计划下高分辨率成像科学设备显示的那样，脑纹地形是从上部平原单元的裂解中形成的。箭头指向的断裂处，正在转变为脑纹地形。
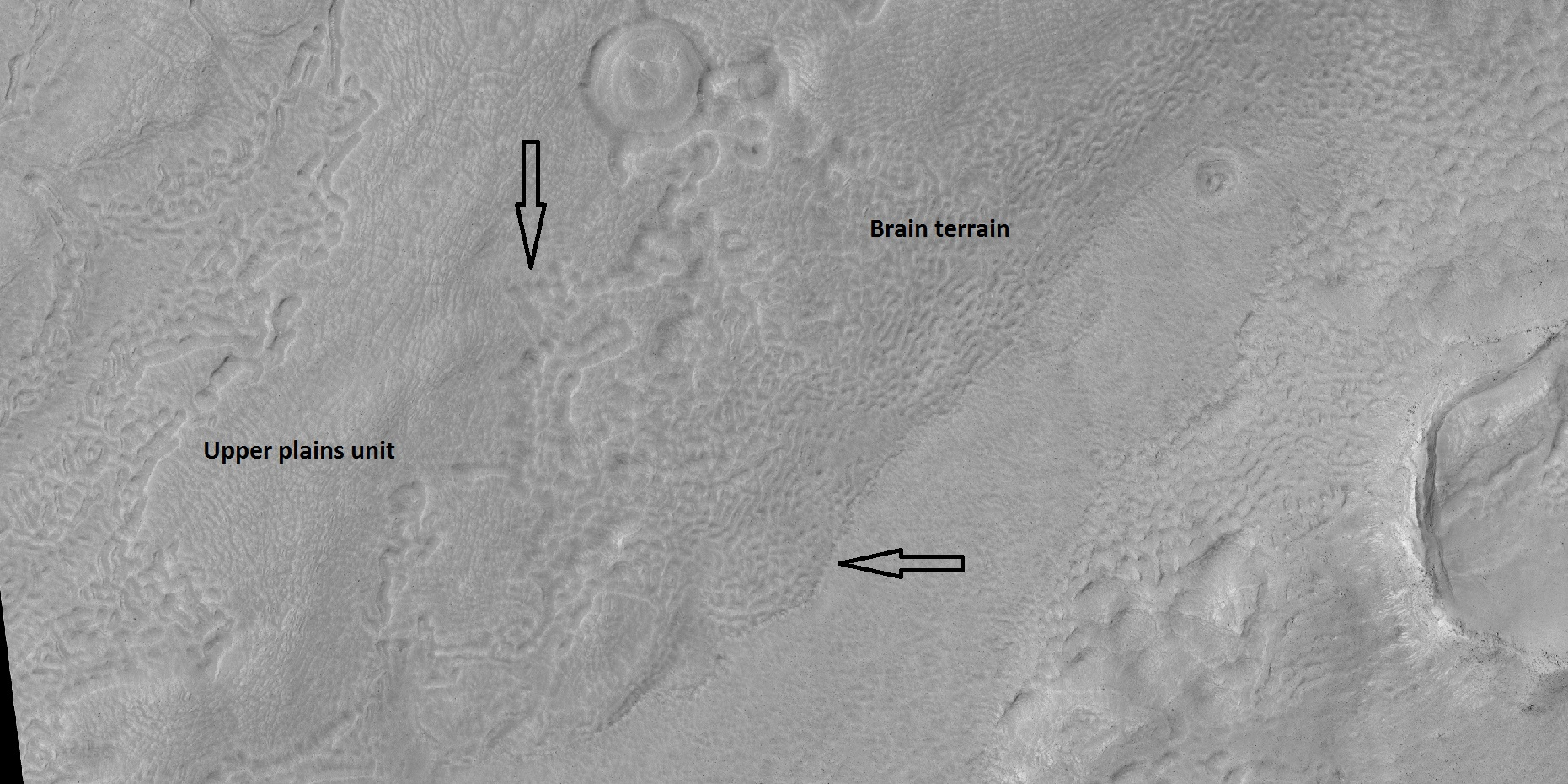
脑纹地形形成于平原上部单元的裂解，箭头所指的断裂处，正在转变为脑纹地形。

平原上部单元的一些区域显示出大裂缝和带有凸起边缘的凹槽，这些地区被称为棱状上部平原（Ribbed Upper Plains）。据信断裂起始于应力引起的小裂缝，因为当碎屑堆聚集到一起或靠近碎屑堆边缘时（这在棱状上部平原很常见），应力就会引发断裂作用。此类位置会产生挤压应力，使裂缝暴露出更多的表面，因此，材料中更多的冰会升华到行星稀薄的大气层中。最终，小裂缝逐惭演变成大峡谷或大槽沟。

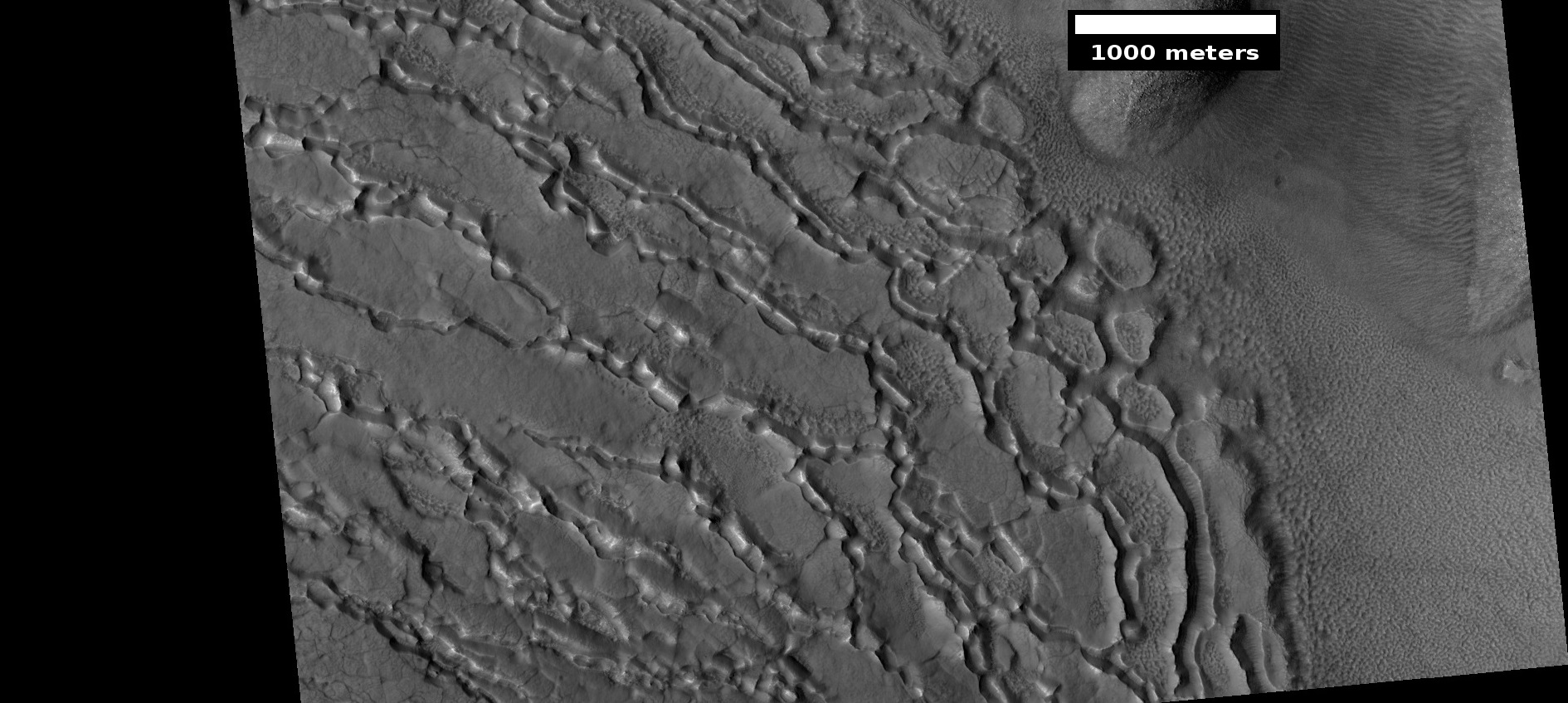
发育良好的棱状上部平原地层，它们起始于小裂缝，随着冰从表面裂缝中升华而扩展。该照片为HiWish项目控制下的高分辨率成像科学设备所拍摄。
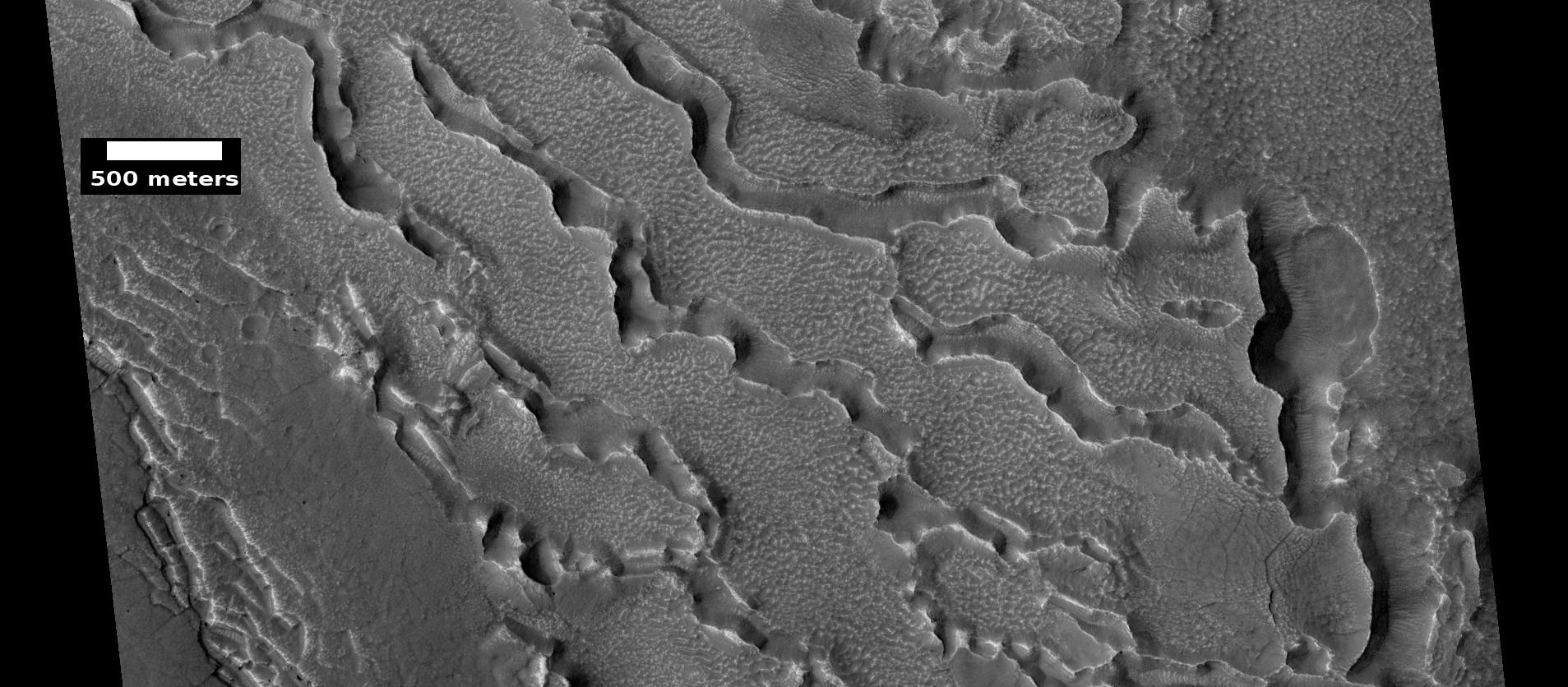
HiWish计划下高分辨率成像科学设备显示的众多大小不一裂缝，由于地面冰的升华，左边的小裂缝会扩展得更大。裂缝暴露出更多的表面积，因此大大增加了火星稀薄空气中的升华现象。
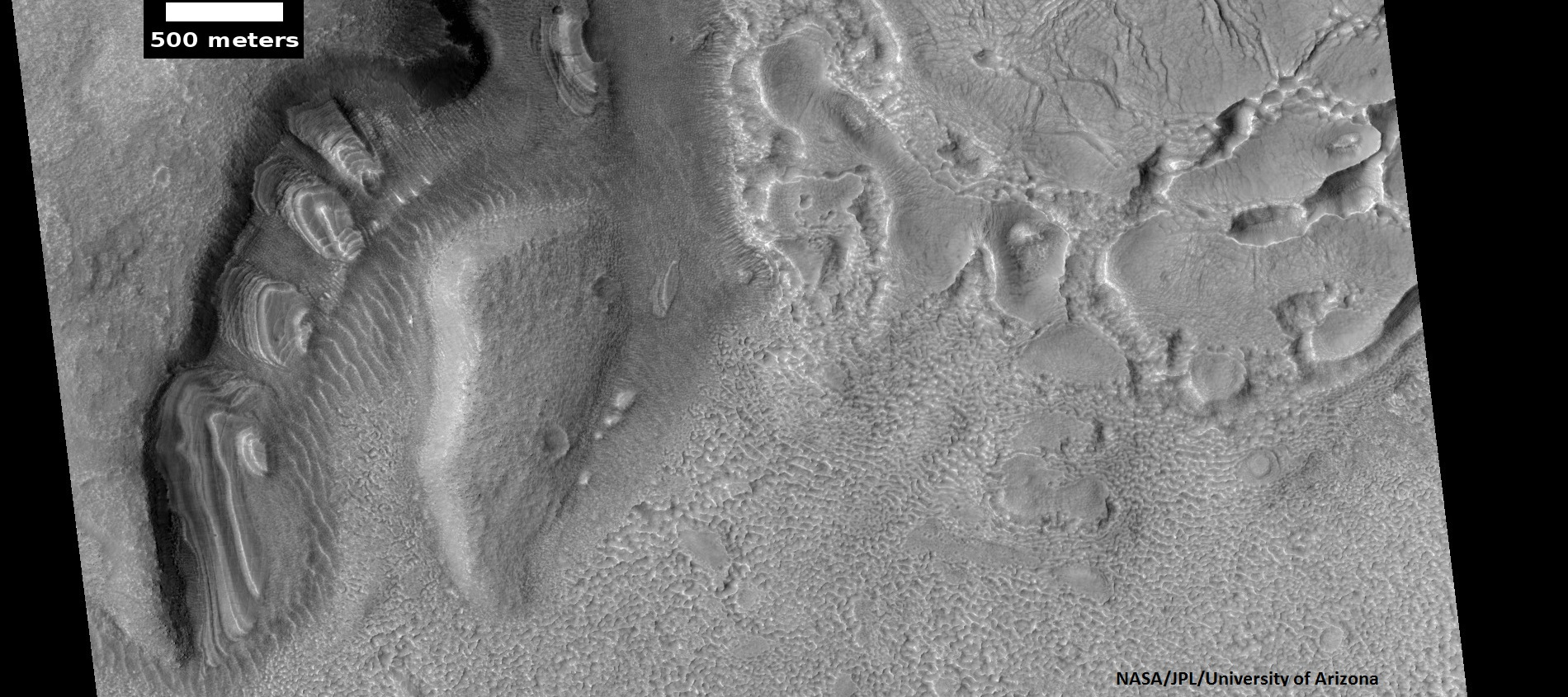
HiWish项目指示下的高分辨率成像科学设备也显示了倾斜层，图片右上角可看到棱状上部平原地层。它形成于平原上部单元，反过来又会被侵蚀为脑纹地形。
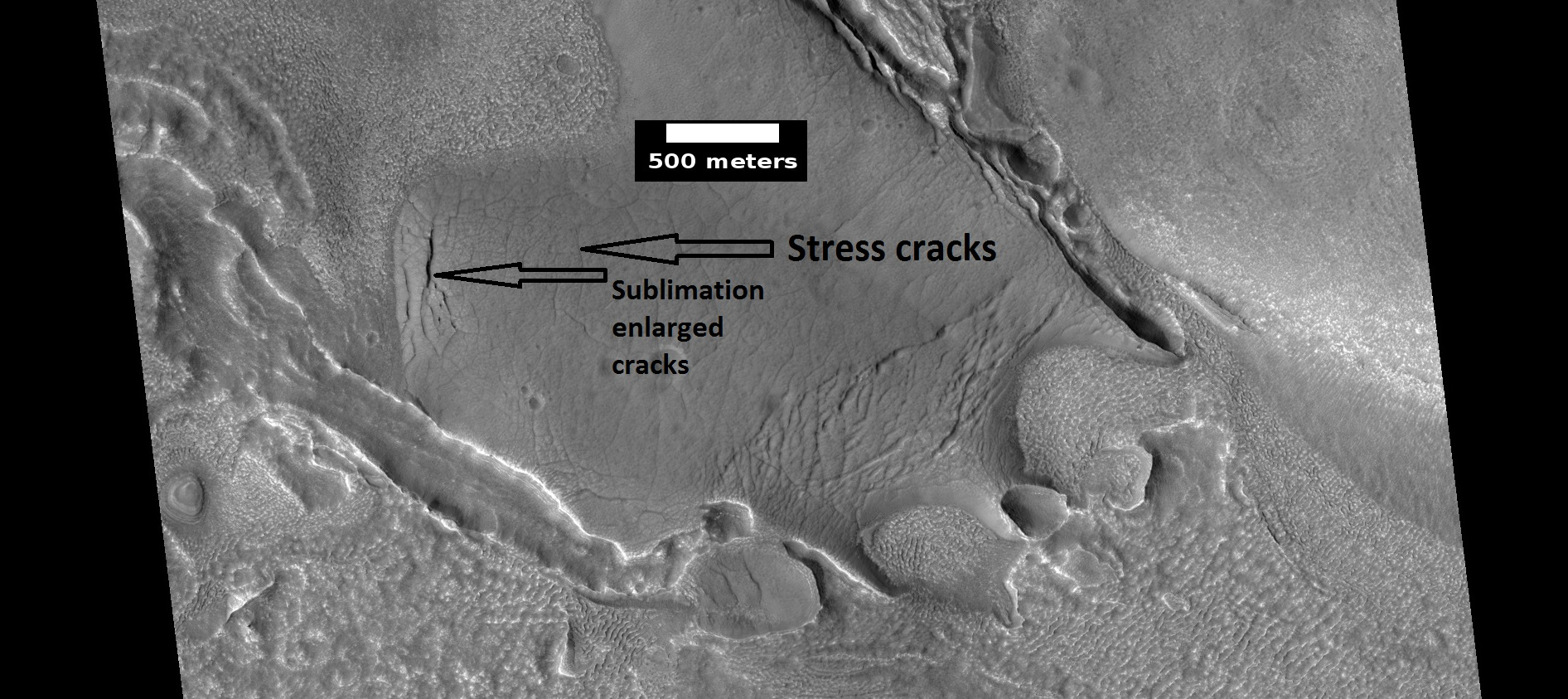
应力缝和因升华（冰直接气化）而被扩大的更大裂缝图，这可能是棱状地形的开始。
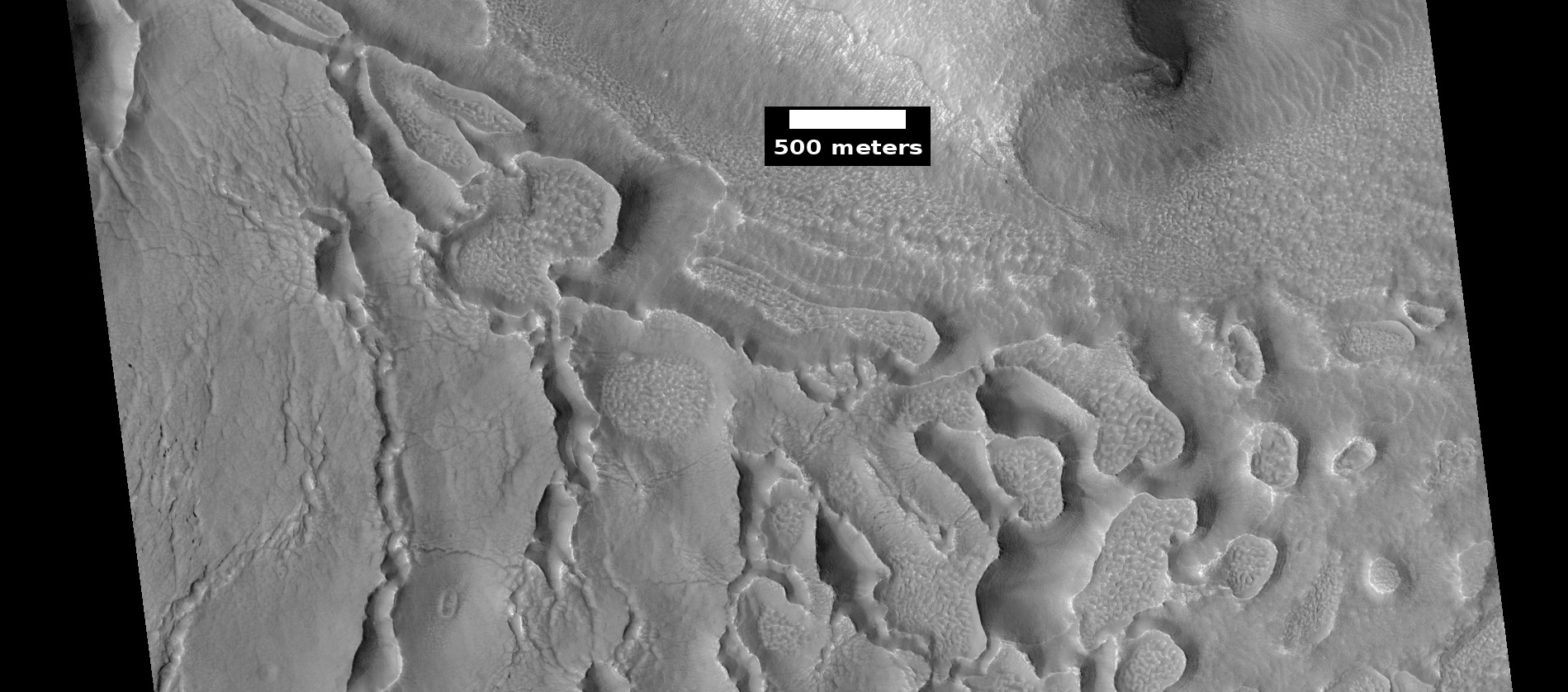
棱状地形演变自应力缝—左侧的裂缝终将会被扩大，并成为图右的棱状地形。

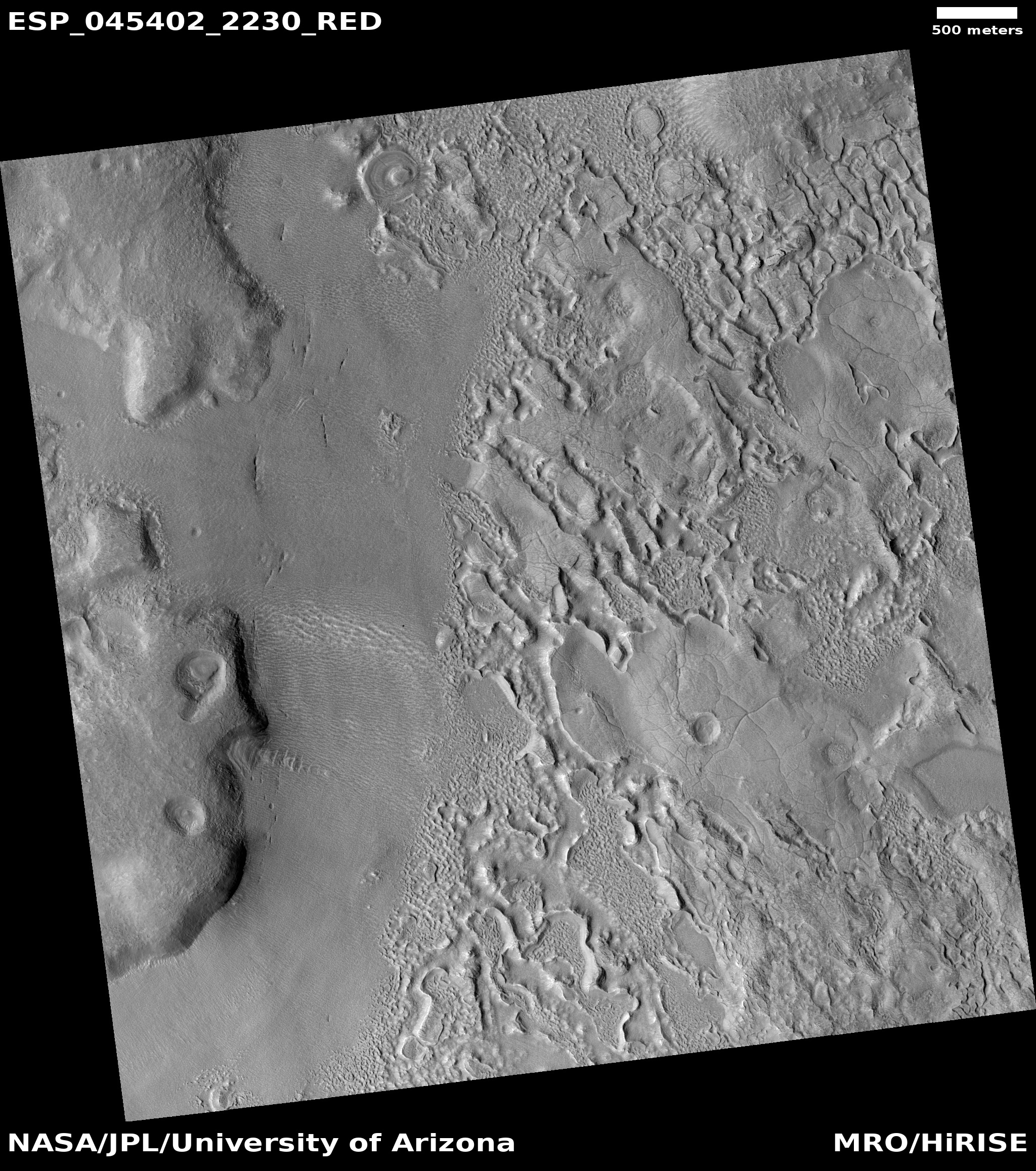
HiWish计划下高分辨率成像科学设备显示的棱状地形和脑纹地形宽视图。
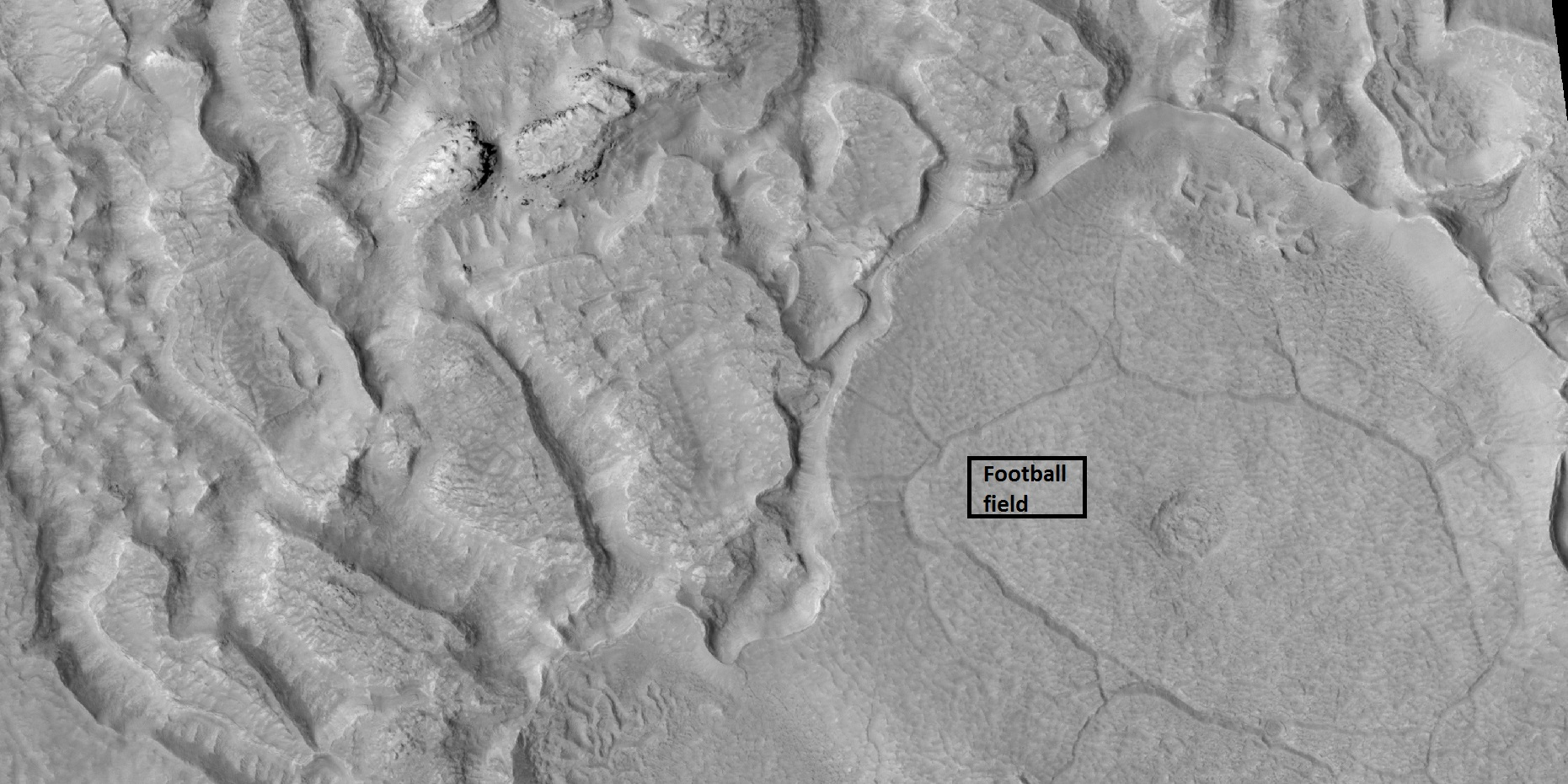
高分辨率成像科学设备显示，棱状地形形成于平原上部单元，起始于被升华促进的裂缝。方框显示足球场大小的区域。

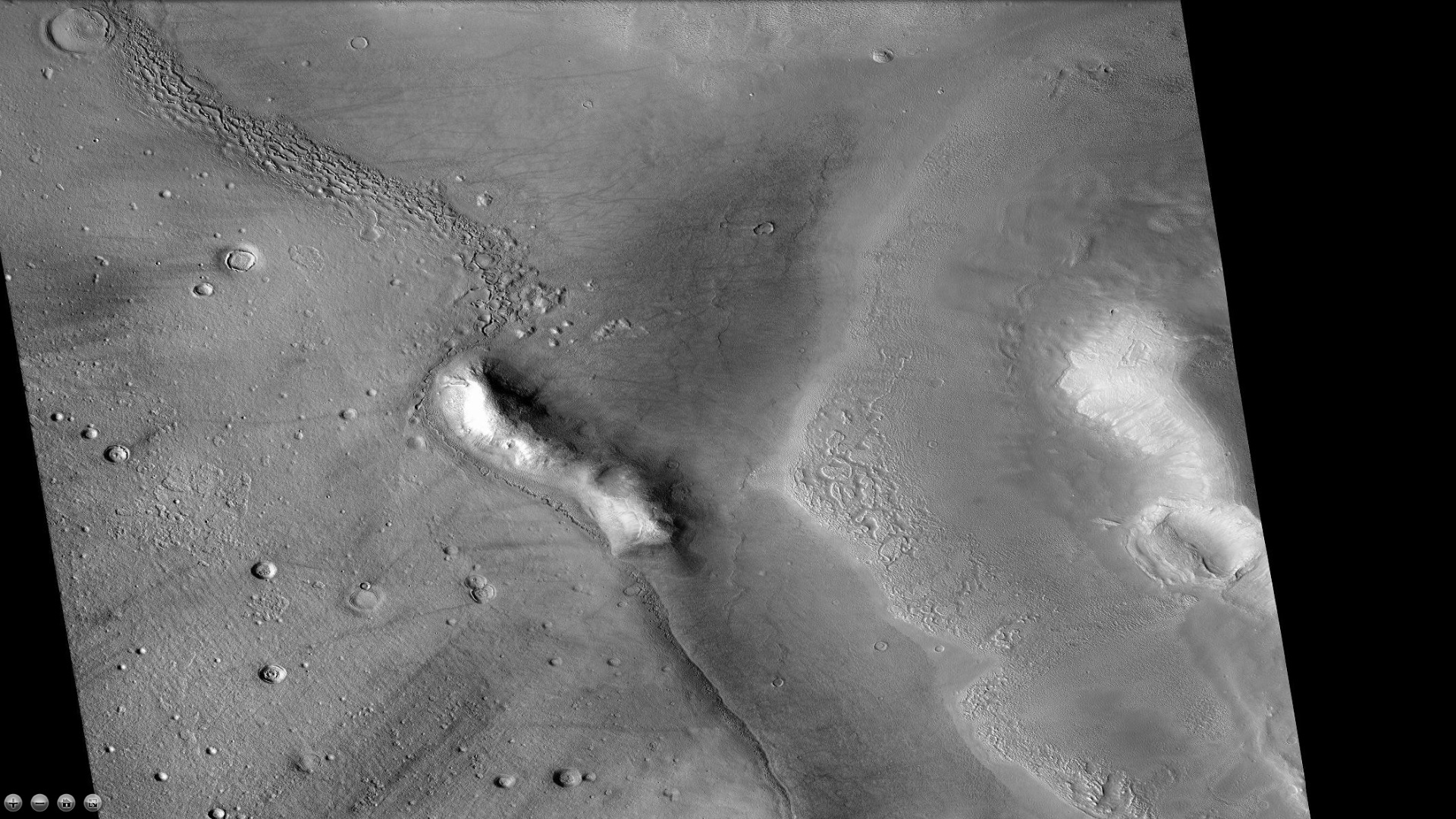
背景相机拍摄的宽视图，显示了平原上部单元的下部与下方单元之间的联系。
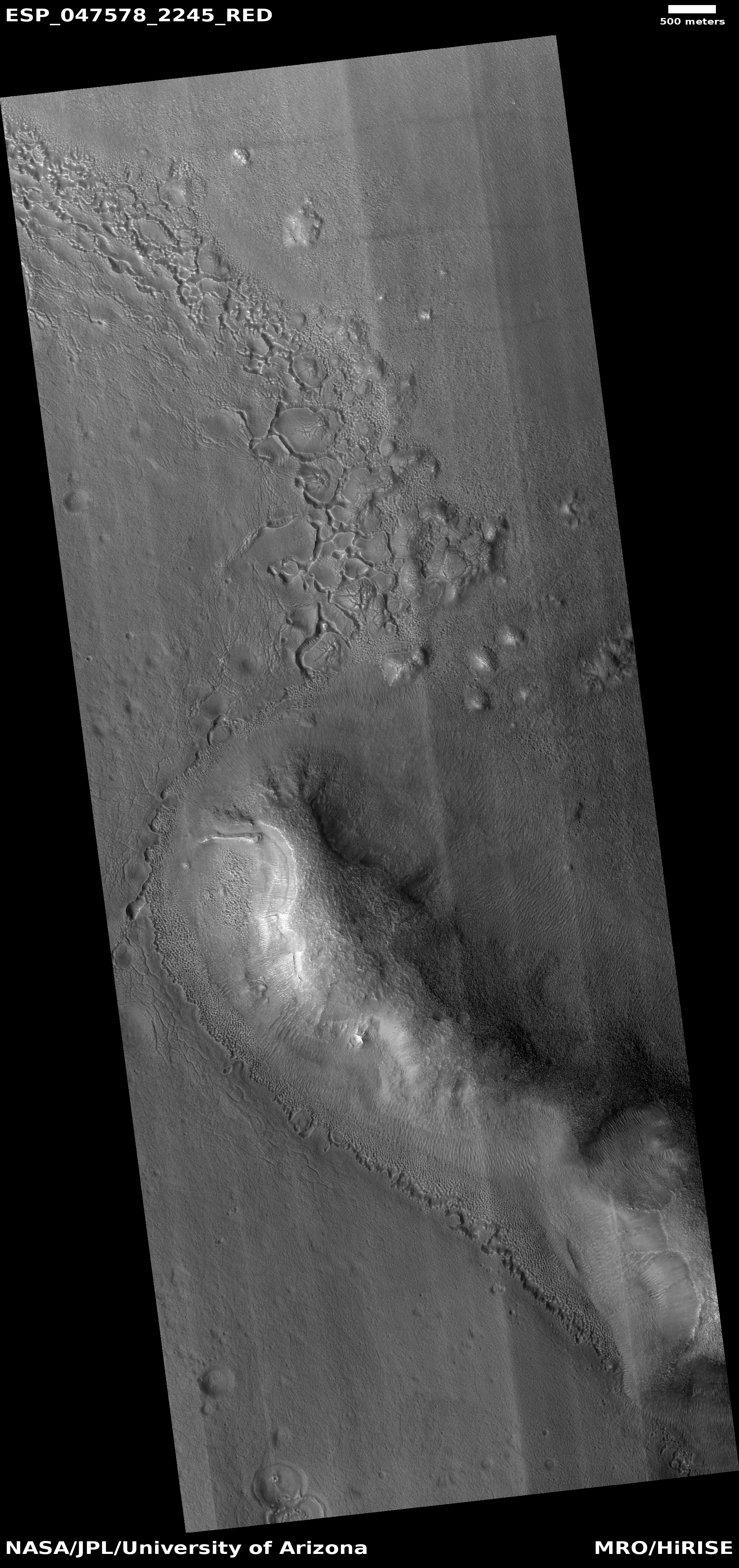
HiWish计划下高分辨率成像科学设备所显示，左侧的平原上部单元正在破裂，图片右侧存在一个较低的单元。
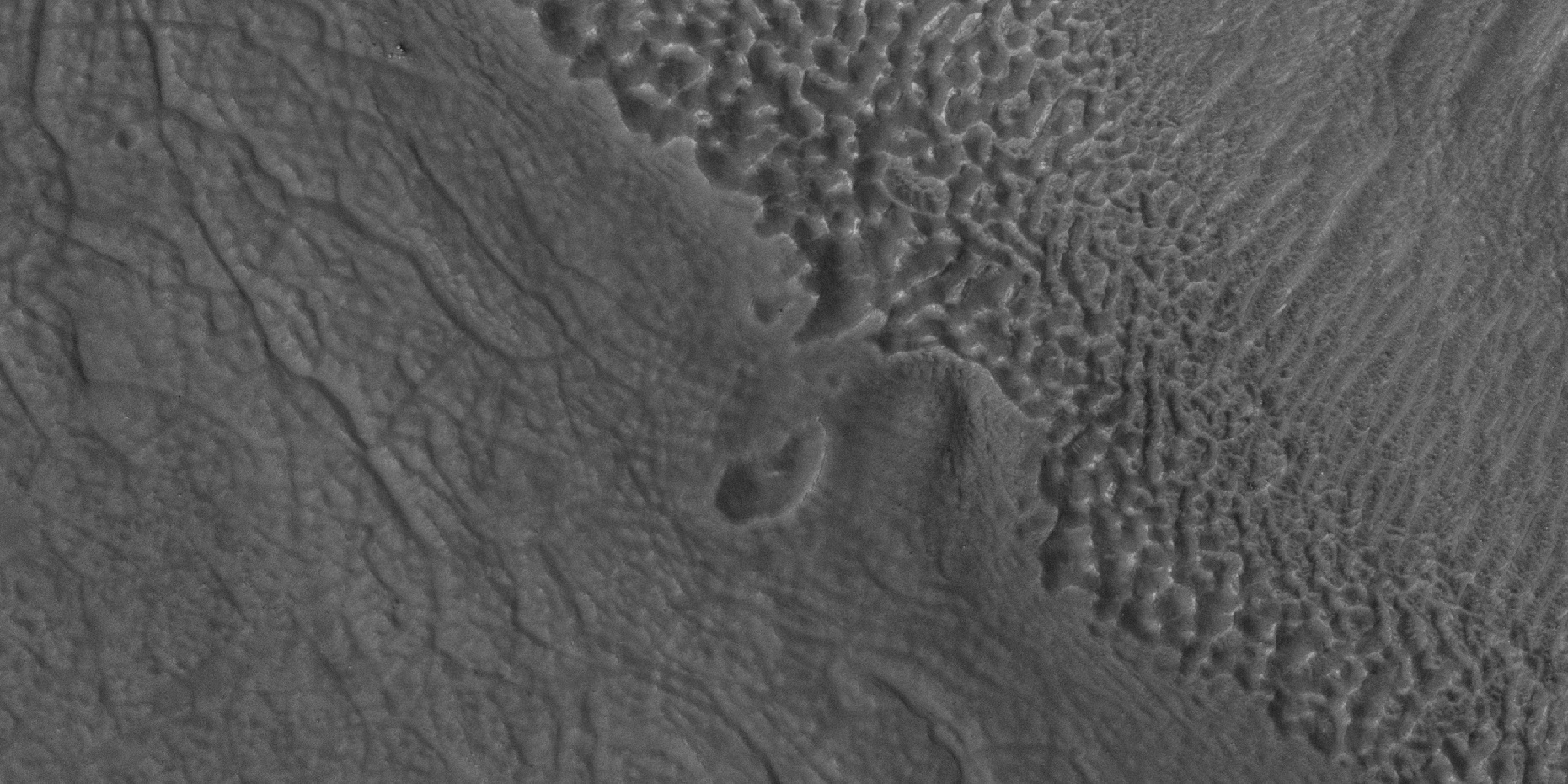
图中显示了平原上部物质如何破裂的细节，大量裂缝的形成似乎促进了裂解过程。

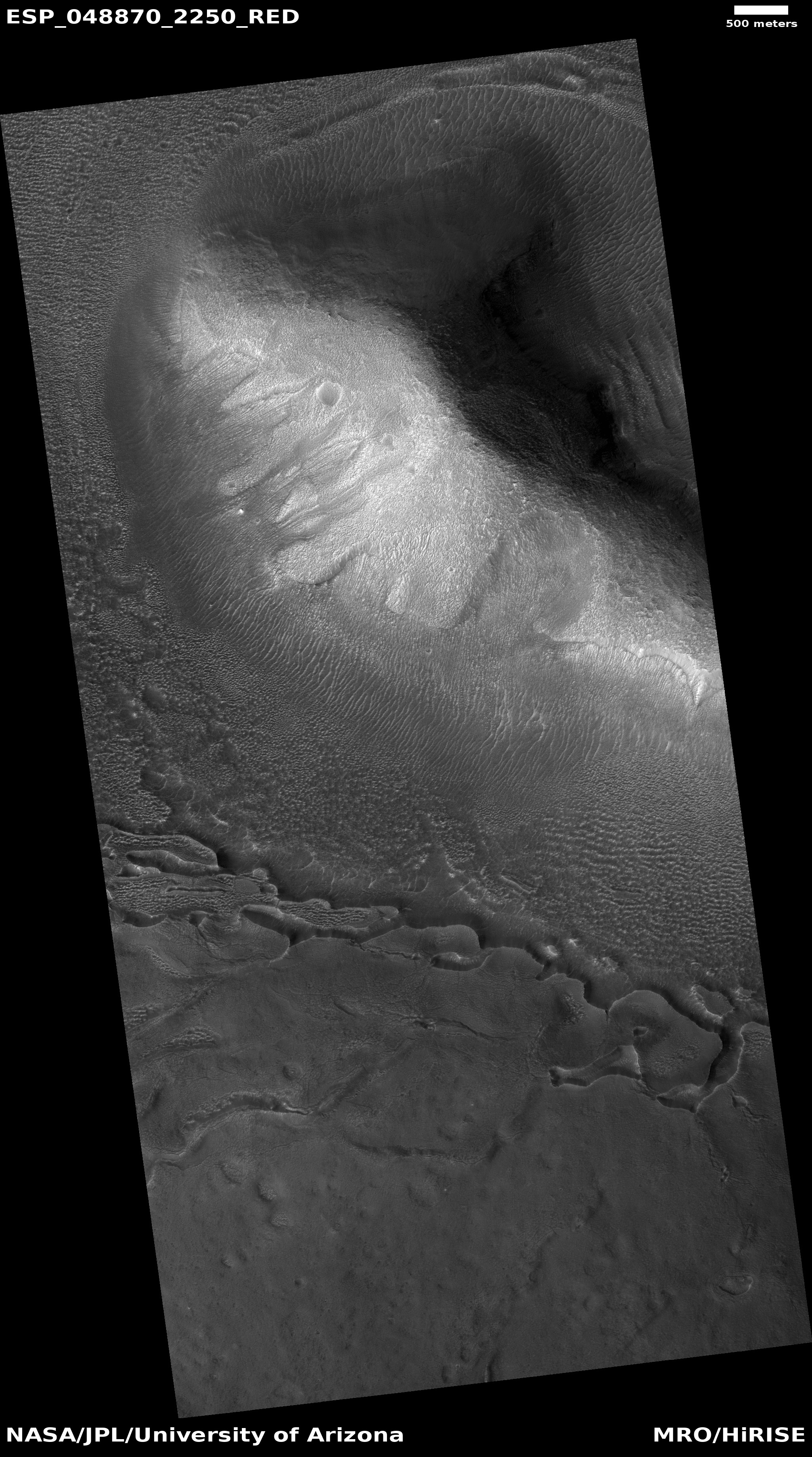
平原上部单元被侵蚀成凹洞的广角图，下一幅照片为局部放大图。
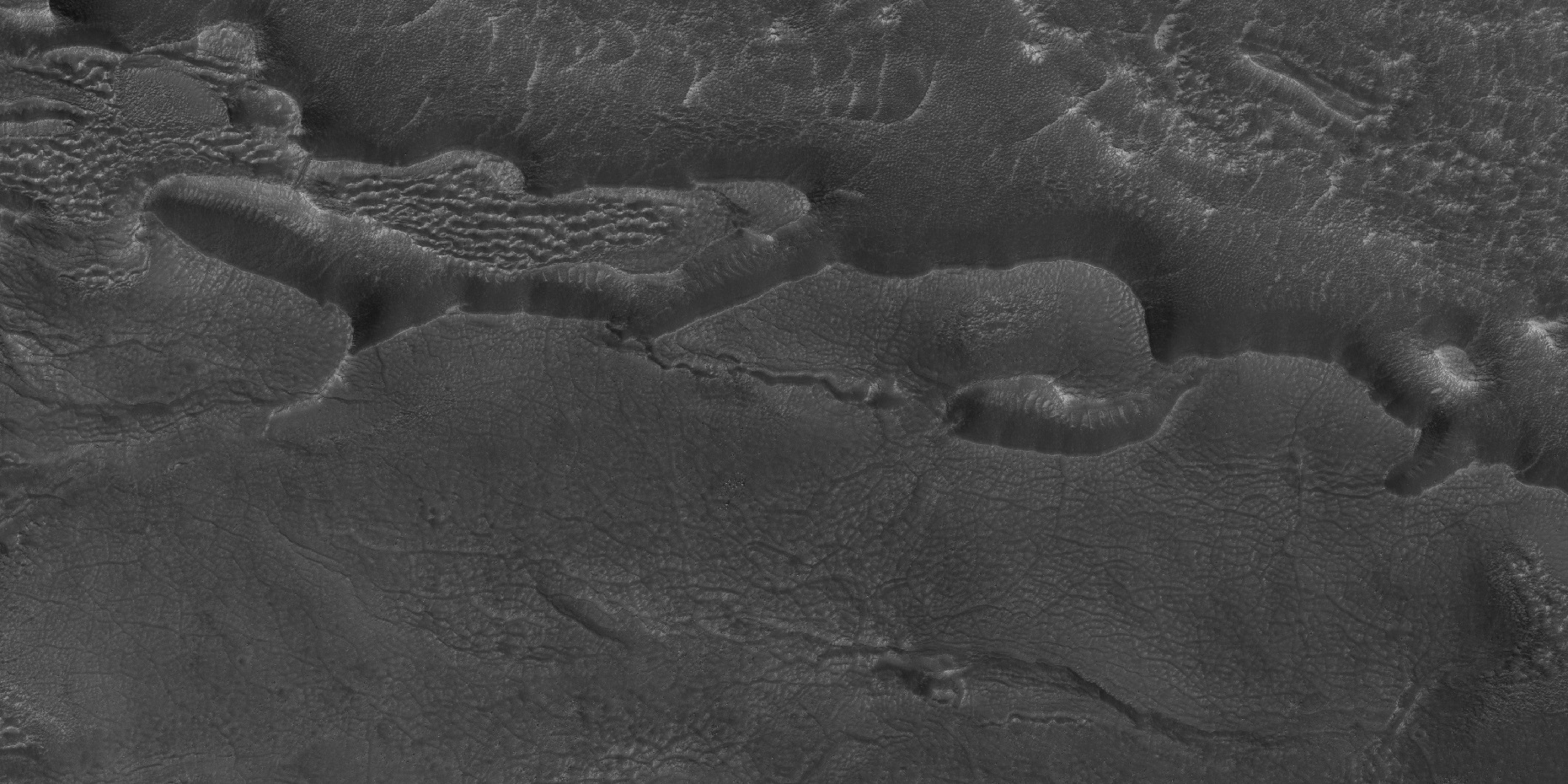
平原上部单元侵蚀成凹陷的特写，随着越来越多的冰从地面上消失，地表裂缝逐惭扩展。
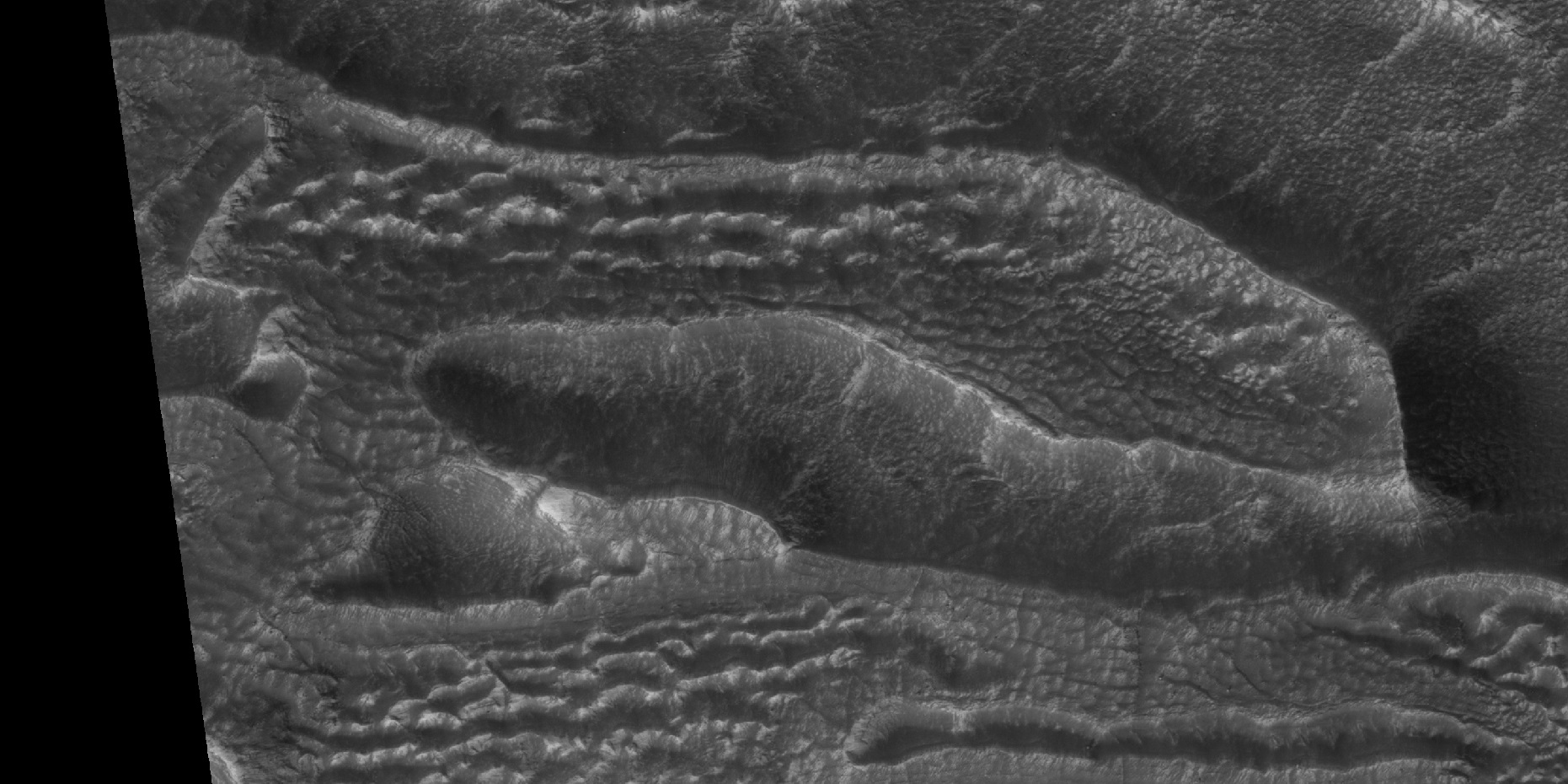
凹陷或凹坑特定图

小裂缝通常包含小洞坑和洞坑链，被认为形成于地表冰的升华。
火星表面大片区域都蕴含了水冰，冰被一层1米厚的灰尘和其他物质所保护。然而，一旦出现地表缝，将会使水冰暴露在稀薄的大气层中.，在很短时间内，冰将消失在寒冷稀薄的大气中，这一过程称为升华，干冰在地球上也有类似的行为。当凤凰号火星探测器发现裸露的冰块在几天内就消失了时，则在火星上观察到了升华的现象。此外，高分辨率成像科学设备还发现了坑底有冰的新陨坑，但隔了一段时间后，它看到的冰沉积物就已消失无踪了。

在四天的时间里，被挖开的“渡渡鸟-金凤花”沟中模具大小的白色块消失了，这意味着它们是由冰组成的，冰在暴露后就会升华 [7] [9]。
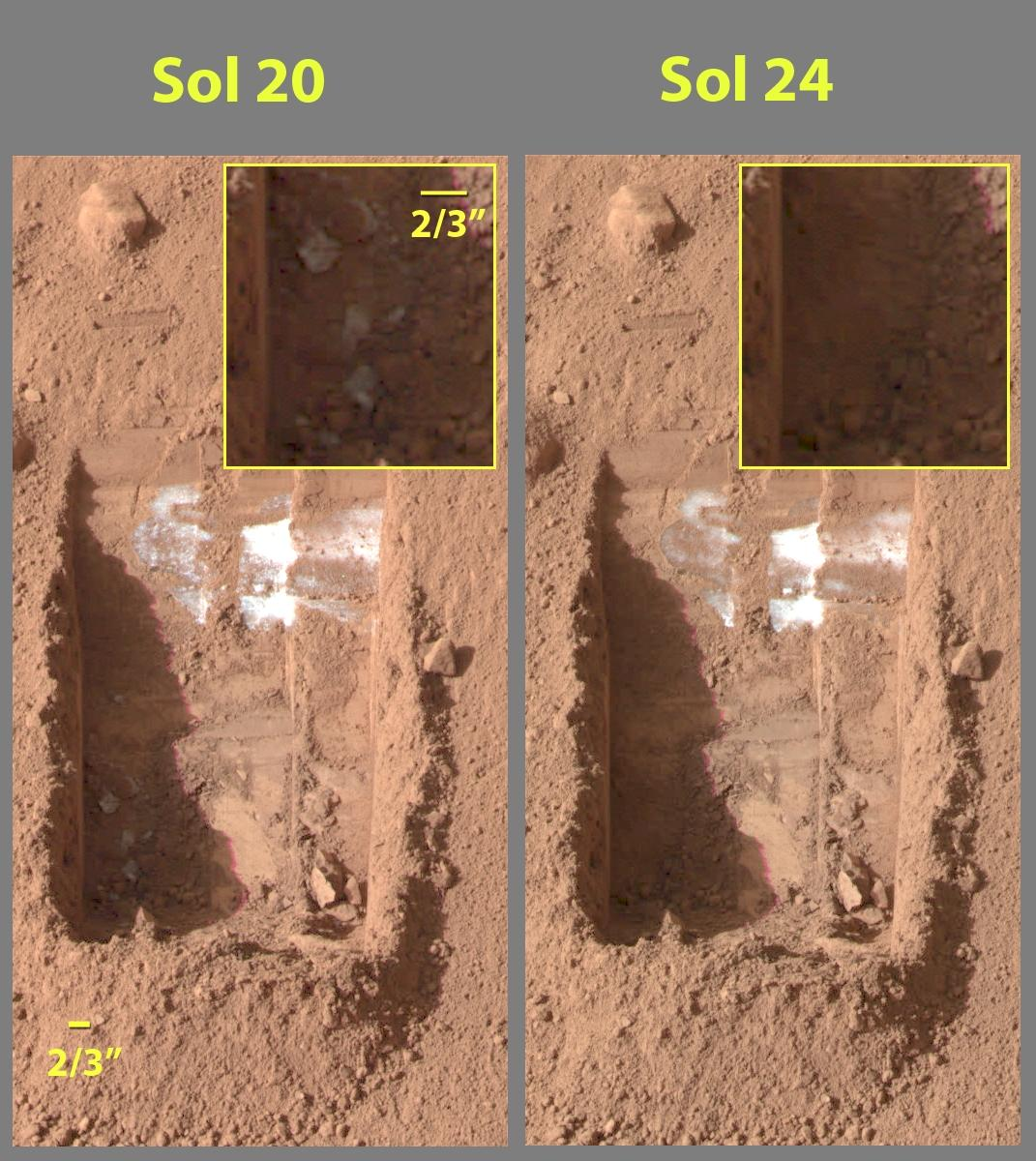
彩色照片显示了冰的升华，图片右上角插图为放大了的挖沟左下角。

据认为，平原上部单元来自于天空中飘落的物质，它覆盖在各种表面上，仿佛均匀落下。与其他沉积覆盖层一样，上部平原单元具有层状、细粒度和富含冰的特点，它分布普遍，似乎没有来源点。火星某些区域的表面外观是缘于该单元的退化，它也是造成舌状岩屑坡表面外观的主要原因之一据信，平原上部覆盖单元和其他覆盖单元的分层，是由该行星气候发生重大变化所致。模型预测，随着地质时间推移，火星自转轴倾角或倾斜度可能会从目前的25度改变到超过80度。高倾斜期间将导致火星极地冰盖中的冰重新分布，并改变大气中的尘埃含量。

## 另请参阅
- 脑纹地形
- 火星气候
- 火星地质
- 伊斯墨诺斯湖区
- 希腊区
- 舌状岩屑坡
- 底座形撞击坑
- 凤凰号火星探测器